# 트레일러 (차량)

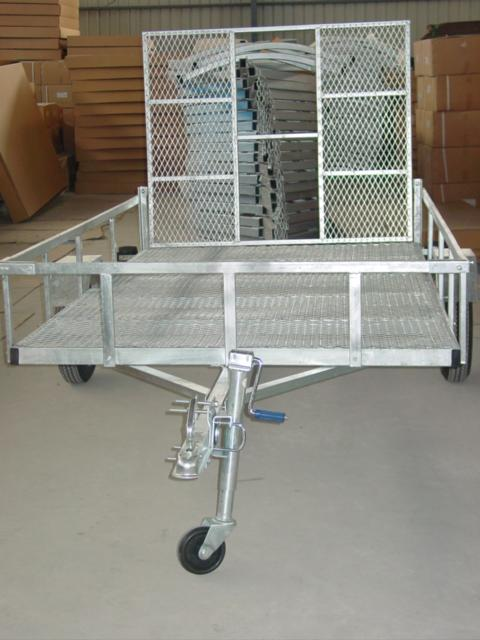
접이식 적재 경사로가 있는 유틸리티 트레일러

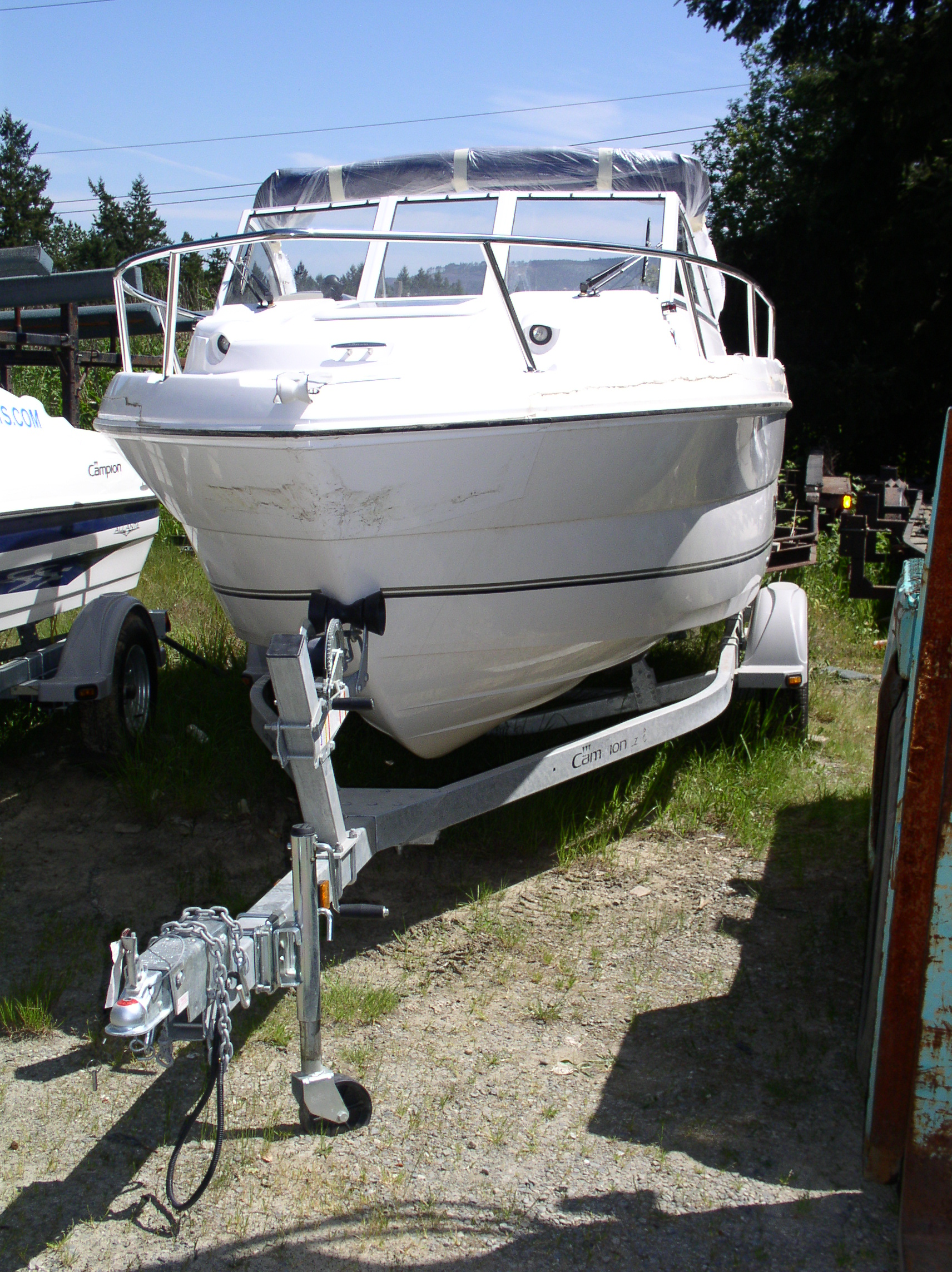
단일 축 트레일러에 실린 보트

트레일러(trailer)는 동력 차량에 견인되는 무동력 차량이다. 주로 물품 운반에 사용된다. 트레일러는 크게 풀 트레일러와 세미 트레일러 두 가지 범주로 나뉜다. 풀 트레일러는 전체 무게가 자체 바퀴로 지지되며, 견인 차량으로 무게가 전달되지 않는 트레일러 유형이다. 이와 대조적으로 세미 트레일러는 무게의 일부가 자체 바퀴로 지지되고 나머지 무게는 견인 차량으로 전달되도록 설계되었다.
때때로 사람들이 캠핑하거나 머물 수 있는 제한된 생활 시설을 갖춘 레크리에이션 차량, 트레블 트레일러 또는 이동식 주택이 트레일러라고 불리기도 한다. 과거에는 이러한 차량 중 상당수가 견인 가능한 트레일러였다.
트레일러는 자동차가 발명되기 수천 년 전부터 사용되었다. 바퀴가 발명되기 전, 초기 인류는 썰매를 사용하여 물품을 운반함으로써 트레일러 개념을 활용했다. 두 바퀴 전차는 가장 초기적이고 단순한 형태의 세미 트레일러 중 하나이지만, 알렉산더 윈스턴은 오하이오주 클리블랜드에서 현대적인 세미 트레일러를 발명한 것으로 알려져 있다.

## 미국
미국에서는 이 용어가 때때로 트레블 트레일러 및 이동식 주택, 즉 트레일러의 종류와 주거용으로 설계된 조립식 주택과 상호 교환적으로 사용되기도 한다. 그 기원은 말라리아 마차와 유사한 방식으로 제작된 유틸리티 트레일러에 있다. 트레일러 파크는 이동식 주택이 거주용으로 배치되는 지역이다.
미국에서는 단일 축 돌리부터 6축, 13-피트-6-인치-높이 (4.1 m), 53-피트-길이 (16.2 m)의 세미트레일러에 이르는 다양한 크기의 트레일러가 흔하다. 후자는 트랙터 트레일러 또는 "18륜차"의 일부로 견인될 때 북미 육상 운송 화물의 많은 부분을 운반한다.

## 유형

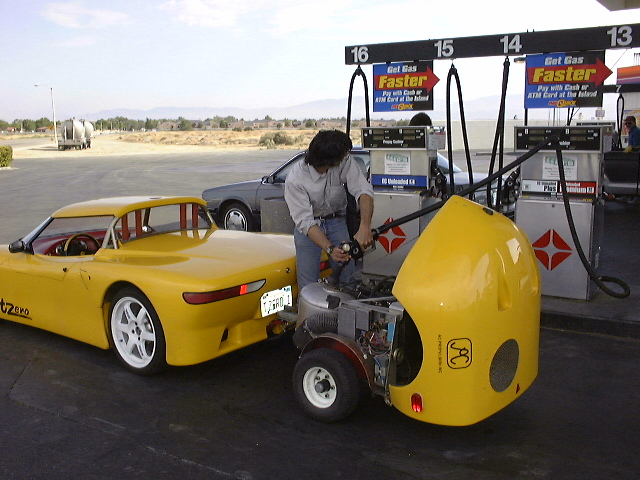
ACP 후진 발전기 트레일러

일부 트레일러는 적절한 히치가 있는 거의 모든 동력 차량과 함께 개인용(또는 소규모 사업용)으로 만들어지지만, 일부 트레일러는 세미트레일러 트럭이라고 불리는 대형 트럭의 일부로 화물 운송에 사용된다.
밀폐된 장난감 트레일러와 모터사이클 트레일러는 일반적으로 접근 가능한 픽업 트럭 또는 승합차로 견인할 수 있으며, 일반적으로 일반 자동차 운전면허 외에 특별 허가가 필요하지 않다. 개방형 모터사이클 트레일러, 자전거 트레일러와 같은 특수 트레일러는 훨씬 작아서 소형 자동차로 접근할 수 있으며, 일부 단순한 트레일러도 마찬가지로 드로바가 있고 단일 축으로 움직인다. 유틸리티 트레일러와 트레블 트레일러 또는 캠퍼와 같은 다른 트레일러는 다양한 크기의 견인 차량을 허용하기 위해 단일 및 다중 축 유형으로 제공된다.
또한 발전기 트레일러, 푸셔 트레일러 및 견인 차량에 동력을 공급하는 다른 유형과 같은 고도로 전문화된 트레일러도 존재한다. 다른 것들은 카니발 판매자가 사용하는 전체 주방 및 기타 특수 장비를 보관하기 위해 맞춤 제작된다. 보트 운반용 트레일러도 있다.

### 무궤도 열차

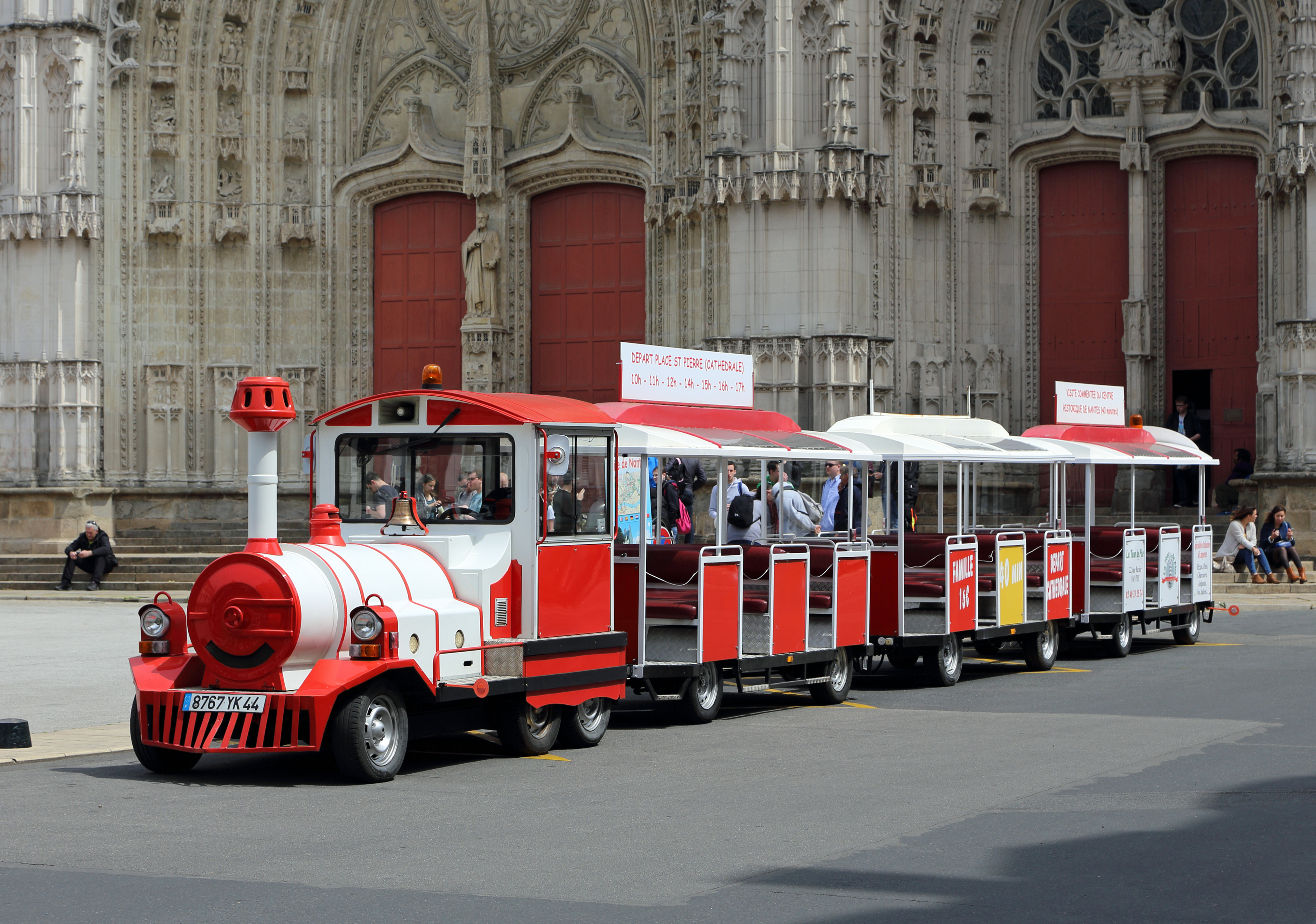
프랑스 낭트의 관광용 도로 열차. 트레일러가 세 대 있다.

### 유틸리티
유틸리티 트레일러는 경량 차량으로 견인되어 몇 톤 이하의 가볍고 부피가 작은 짐을 운반하도록 설계된 다목적 트레일러이다. 일반적으로 짐을 고정하기 위한 짧은 금속 측면(고정식 또는 접이식)이 있으며, 케이지 측면과 후방 접이식 게이트 또는 경사로가 있을 수 있다. 유틸리티 트레일러는 지붕이 없다. 유틸리티 트레일러는 한 개, 두 개 또는 세 개의 축으로 구성된 하나의 축 세트를 가지고 있다.
측면이 없으면 일반적으로 평상형 트레일러 또는 평판형 트레일러라고 부른다.
측면 대신 레일이 있고 후방에 경사로가 있으면 일반적으로 개방형 자동차 운반차, 자동차 운반차 또는 플랜트 트레일러라고 부르는데, 이는 차량과 이동식 플랜트를 운반하도록 설계되었기 때문이다.
측면이 완전히 고정되어 있고 후방 문이 있는 지붕이 있어 방수 구획을 만드는 경우, 이는 일반적으로 가구 트레일러, 화물 트레일러, 박스 밴 트레일러 또는 박스 트레일러라고 부른다.

### 고정 설비

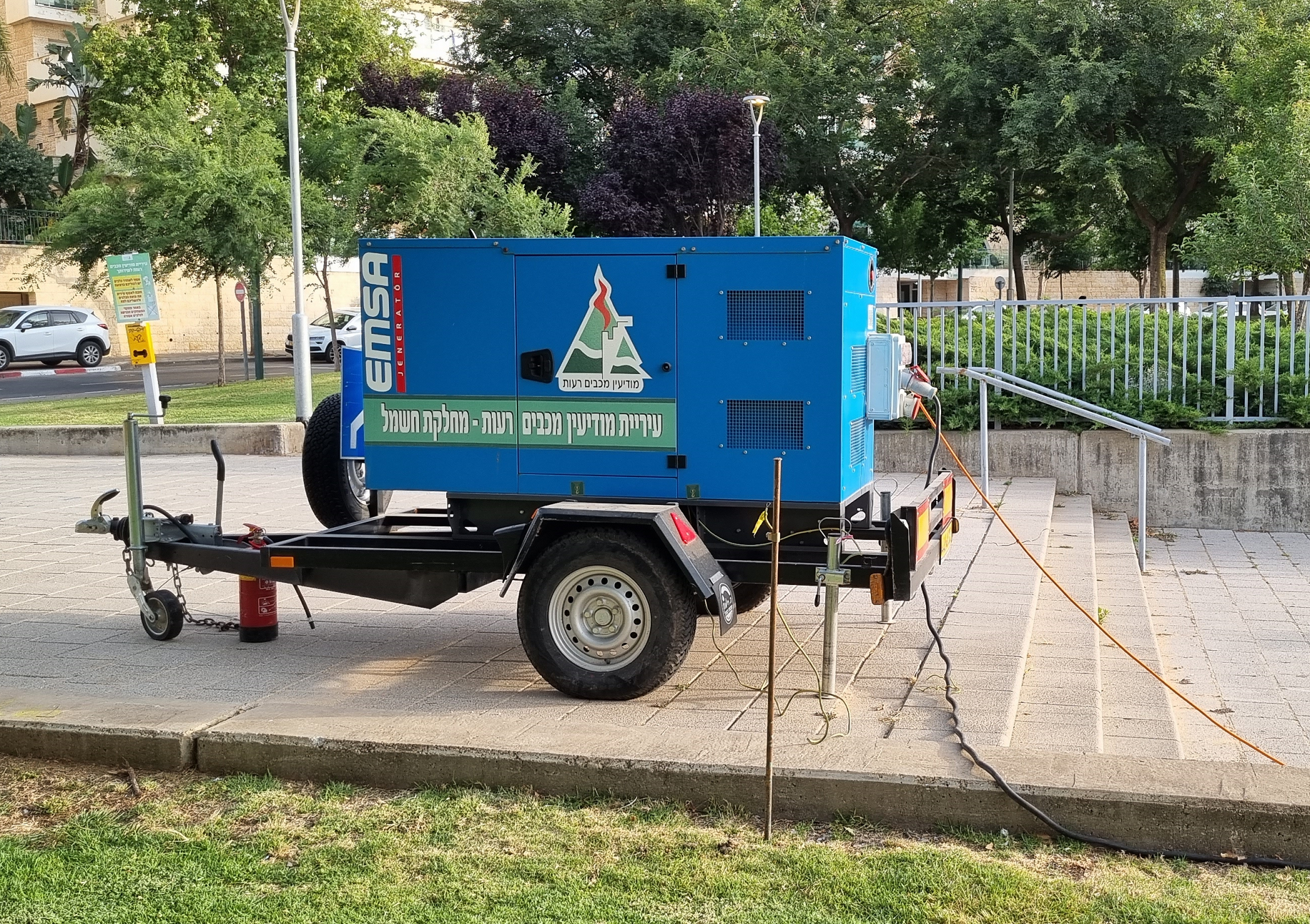
모디인 시의 견인 가능한 EMSA 발전기

고정 설비 트레일러는 대형 발전기 및 펌프와 같이 일반적으로 고정된 장치를 운반하기 위해 제작된 특수 목적 트레일러이다.

### 자전거

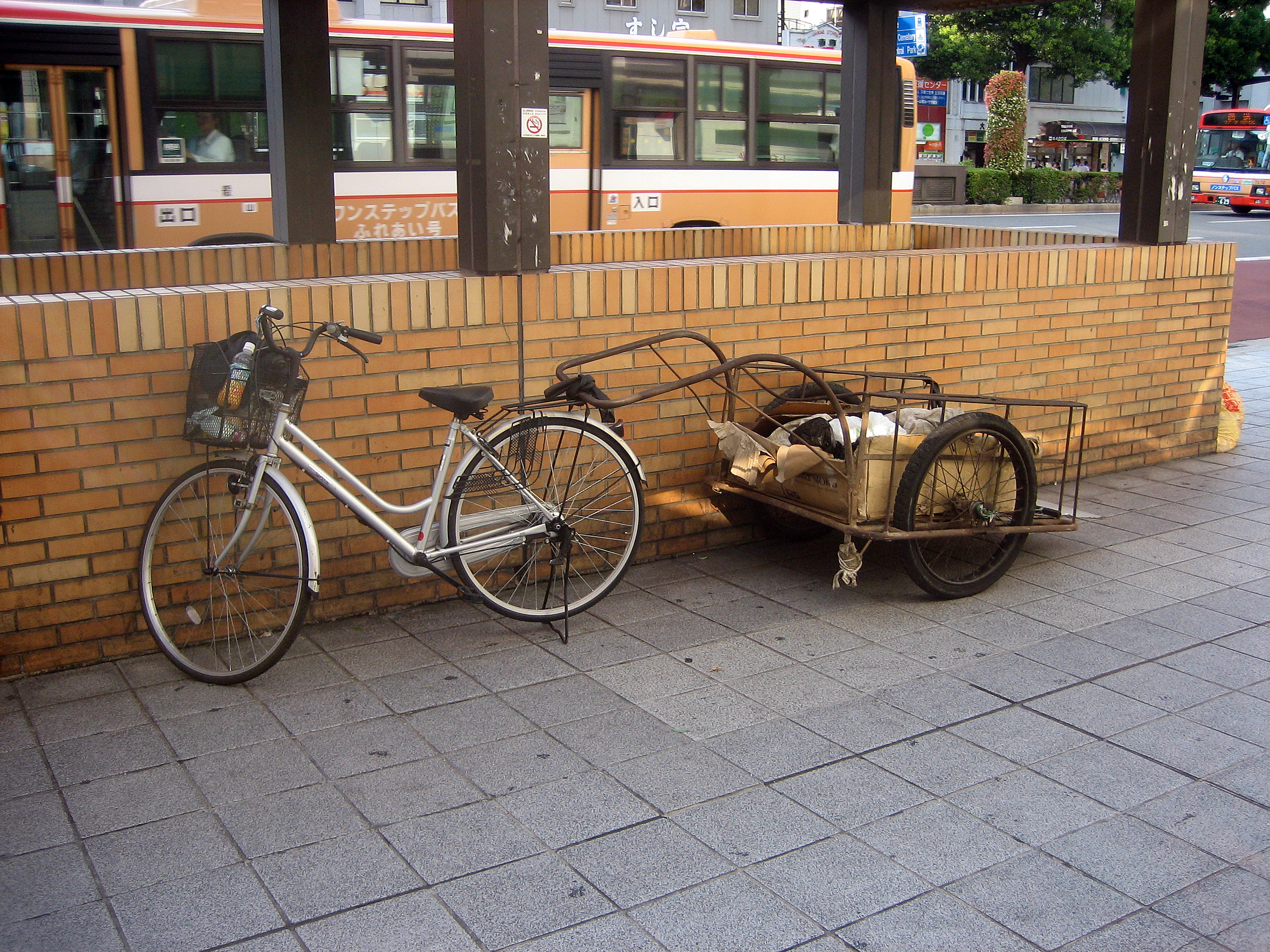
일본의 자전거 트레일러

자전거 트레일러는 자전거로 화물을 운반하기 위한 히치 시스템을 갖춘 모터 없는 바퀴 달린 프레임이다.

### 건설

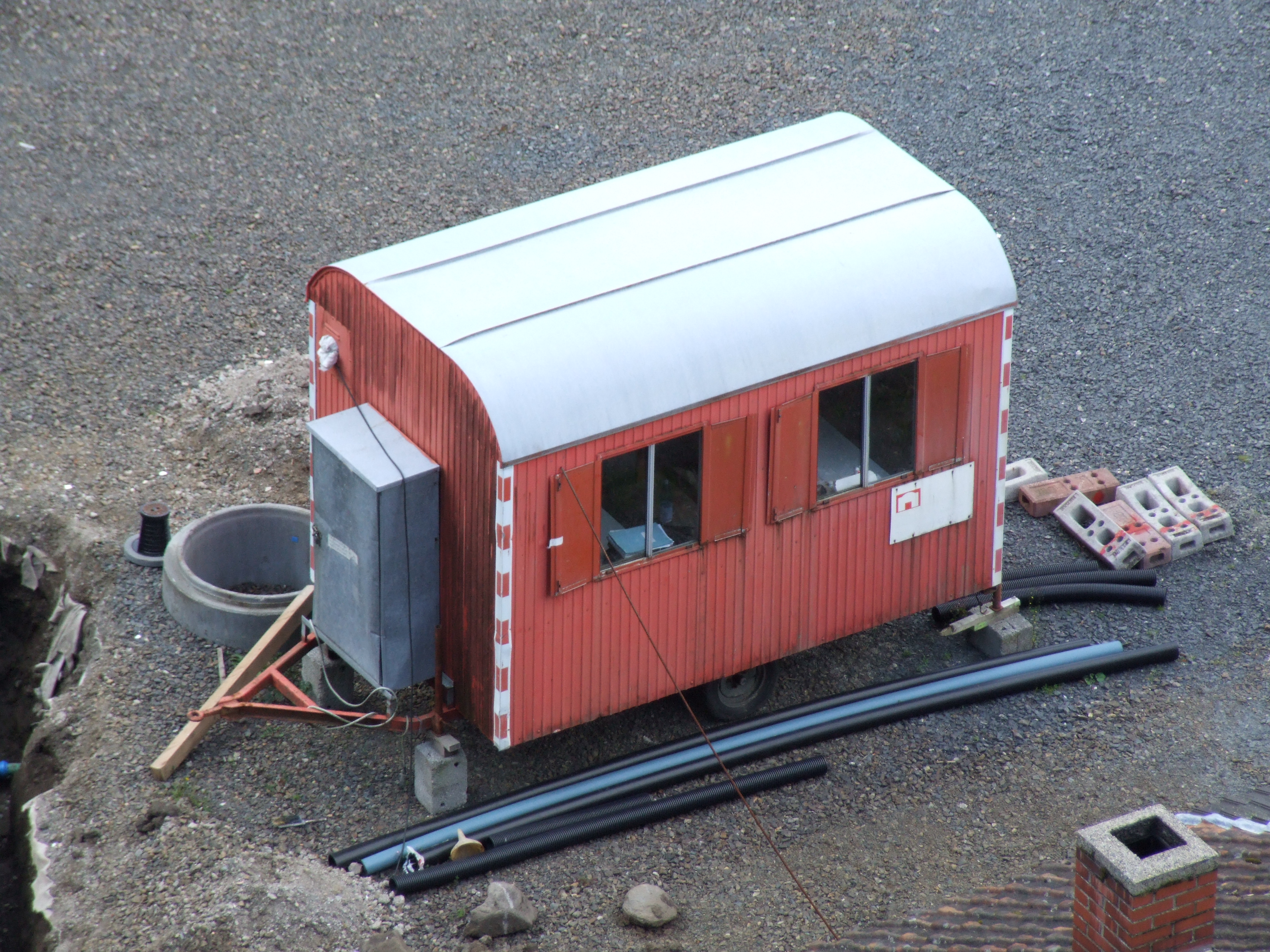
건설 트레일러

건설 트레일러는 건설 프로젝트 기간 동안 임시 사무실, 식당 및 건축 자재 보관을 위해 사용되는 이동식 구조물(트레일러)이다. 이 트레일러에는 통신을 위한 무선 장치가 장착될 수 있다.

### 여행

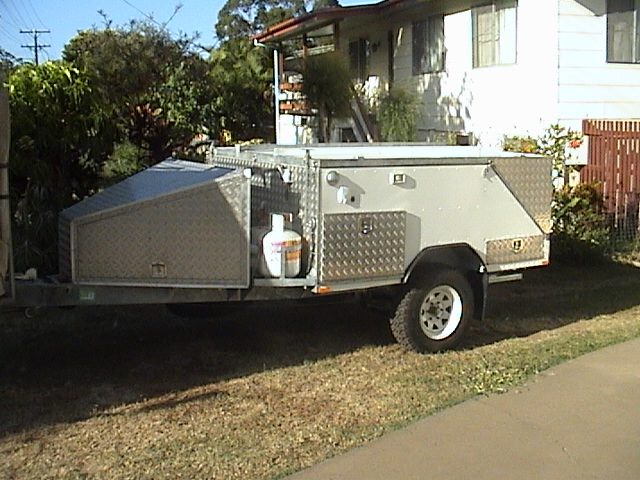
맞춤 제작된 팝업 캠퍼 트레일러

인기 있는 캠핑카들은 BMW 에어 캠퍼와 같이 소형 자동차로 견인할 수 있는 경량의 공기역학적 트레일러를 사용한다. 이들은 견인 차량보다 낮게 제작되어 항력을 최소화한다.
다른 종류로는 대부분의 중형 픽업 트럭으로 견인할 수 있는 2축 캠핑카부터, 운전자가 특별 허가 없이 운전할 수 있는 해당 국가의 법률이 허용하는 한 긴 트레일러까지 다양하다. 더 큰 캠핑카는 일반적으로 완전히 통합된 레크리에이션 차량으로, 사용자가 여행 시 소형차를 가져올 수 있도록 단일 축 돌리 트레일러를 견인하는 데 자주 사용된다.

### 세미
세미트레일러는 앞 축이 없는 트레일러이다. 자체 무게의 상당 부분은 로드 트랙터 또는 돌리라고 하는 분리 가능한 전방 축 어셈블리에 의해 지지된다. 세미트레일러는 일반적으로 "랜딩 기어"라고 불리는 다리가 장착되어 분리될 때 트레일러를 지지할 수 있도록 내려진다. 미국에서는 단일 트레일러가 주간 고속도로에서 57 ft 0 in (17.37 m)의 길이를 초과할 수 없지만(특별 허가를 받지 않는 한), 두 대의 소형 트레일러를 연결하여 최대 63 ft 0 in (19.20 m)의 길이를 만들 수 있다.
세미 트레일러는 상단이 개방된 곡물 운반 트레일러부터 토트라이너를 거쳐 일반적인 모습의 냉동 13 ft 6 in (4.11 m) x 53 ft 0 in (16.15 m) 밀폐형("리퍼")에 이르기까지 디자인이 상당히 다양하다. 많은 세미 트레일러는 세미트레일러 트럭의 일부이다. 다른 유형의 세미 트레일러로는 드라이 밴, 플랫베드 및 섀시가 있다.
많은 상업 조직은 자체 세미 트레일러를 소유하기보다는 세미 트레일러 장비를 렌트하거나 리스하는 것을 선택하여 자본을 확보하고 트레일러 부채가 대차 대조표에 나타나지 않도록 한다.

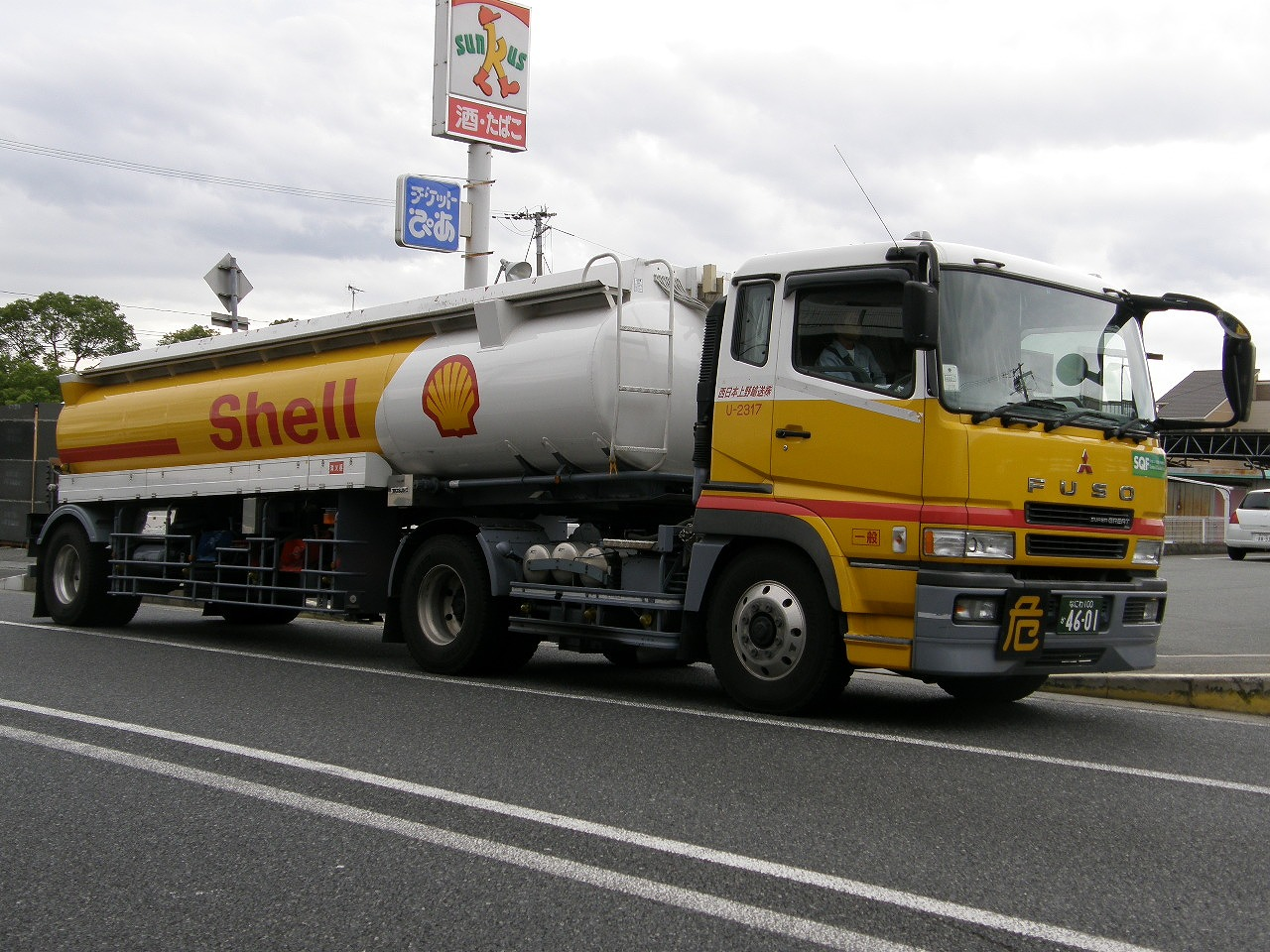
일본의 세미 탱크 트레일러
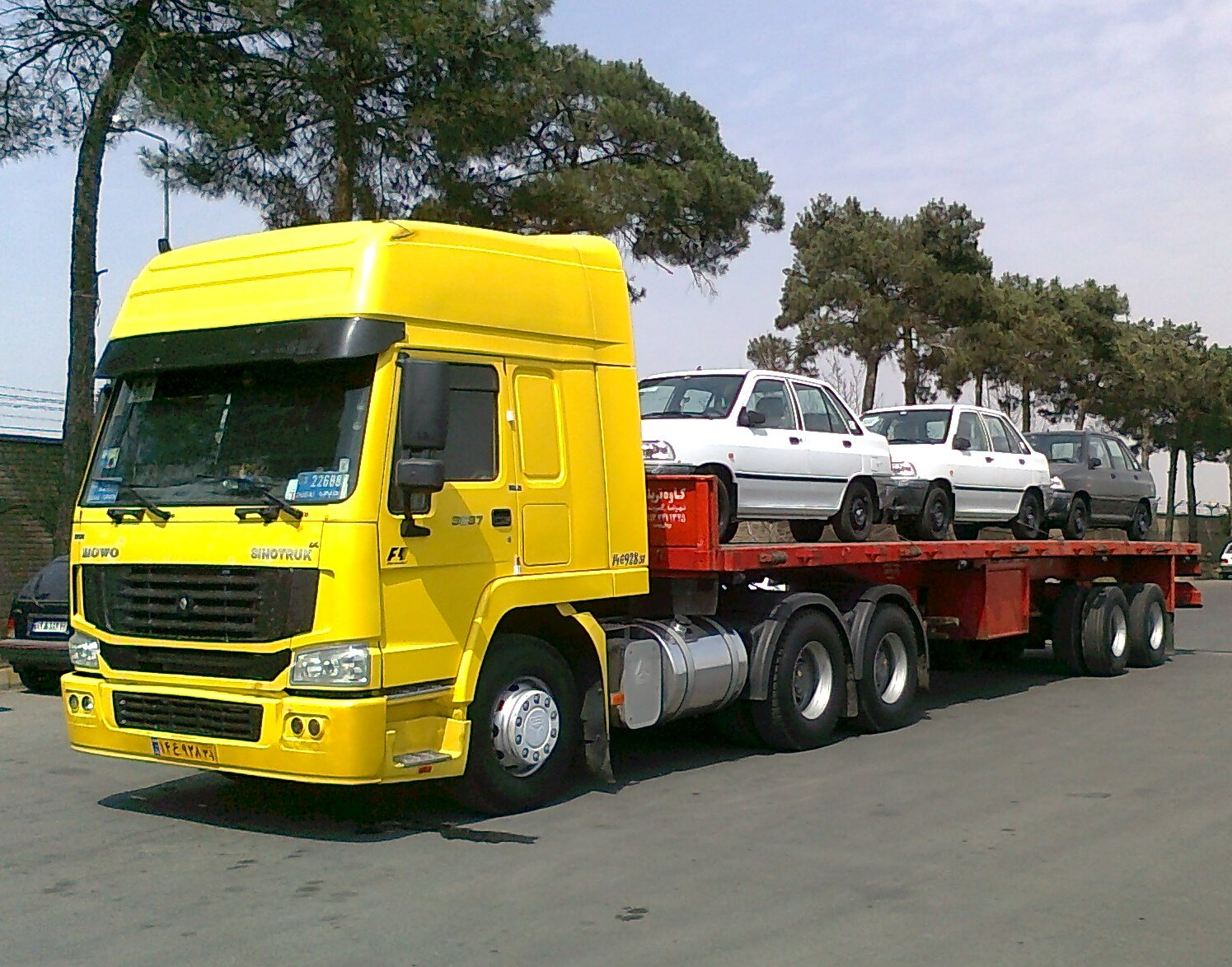
평상형 트레일러를 갖춘 시노트럭 HOWO
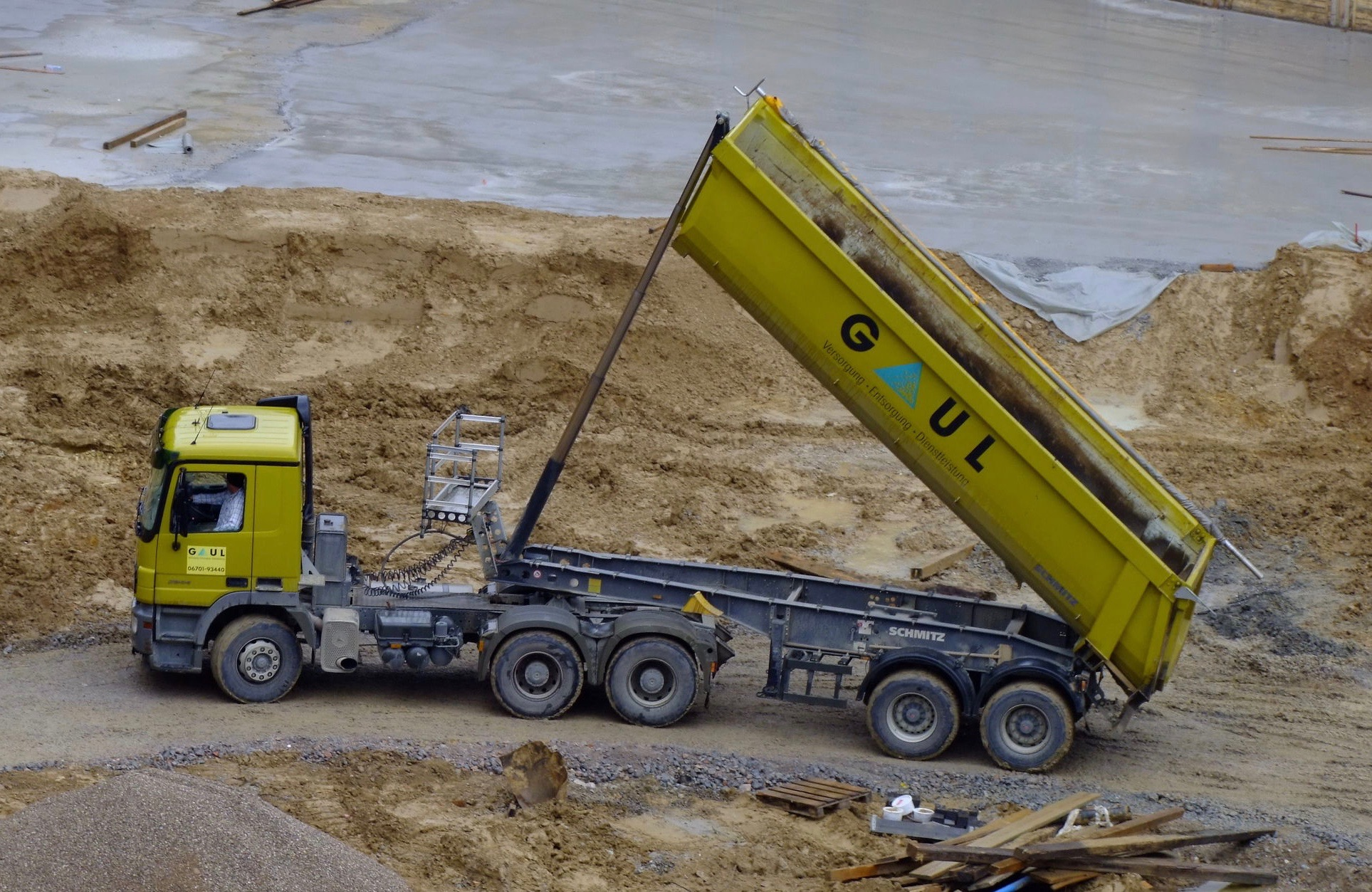
LKW 키퍼 덤프 트레일러
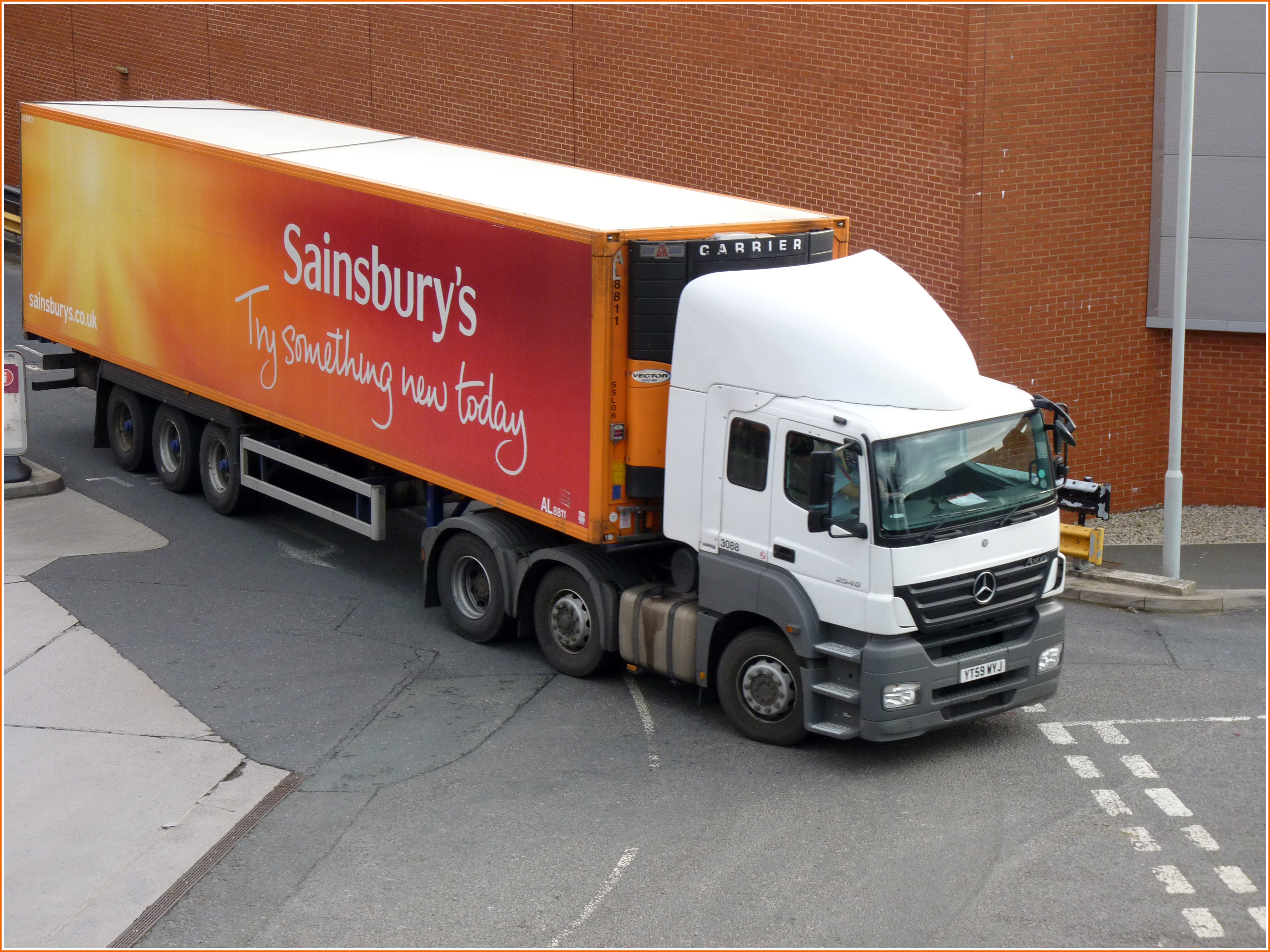
세인즈버리 트럭 냉동 트레일러
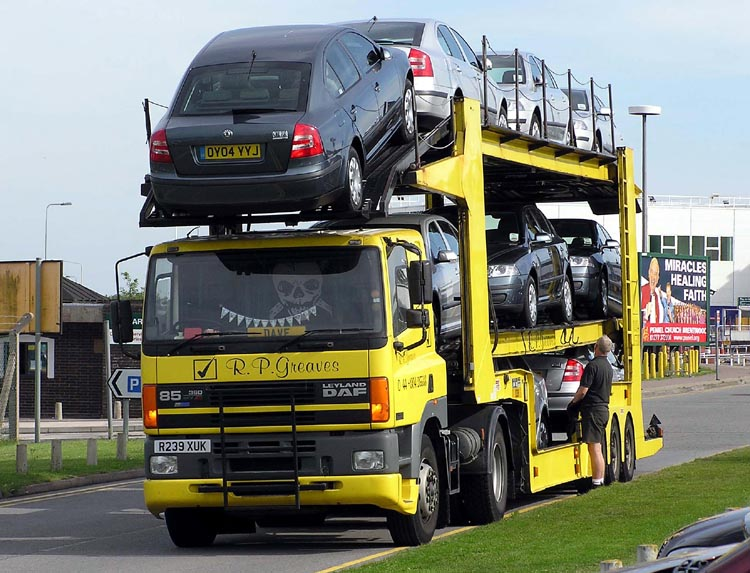
카 캐리어 트레일러
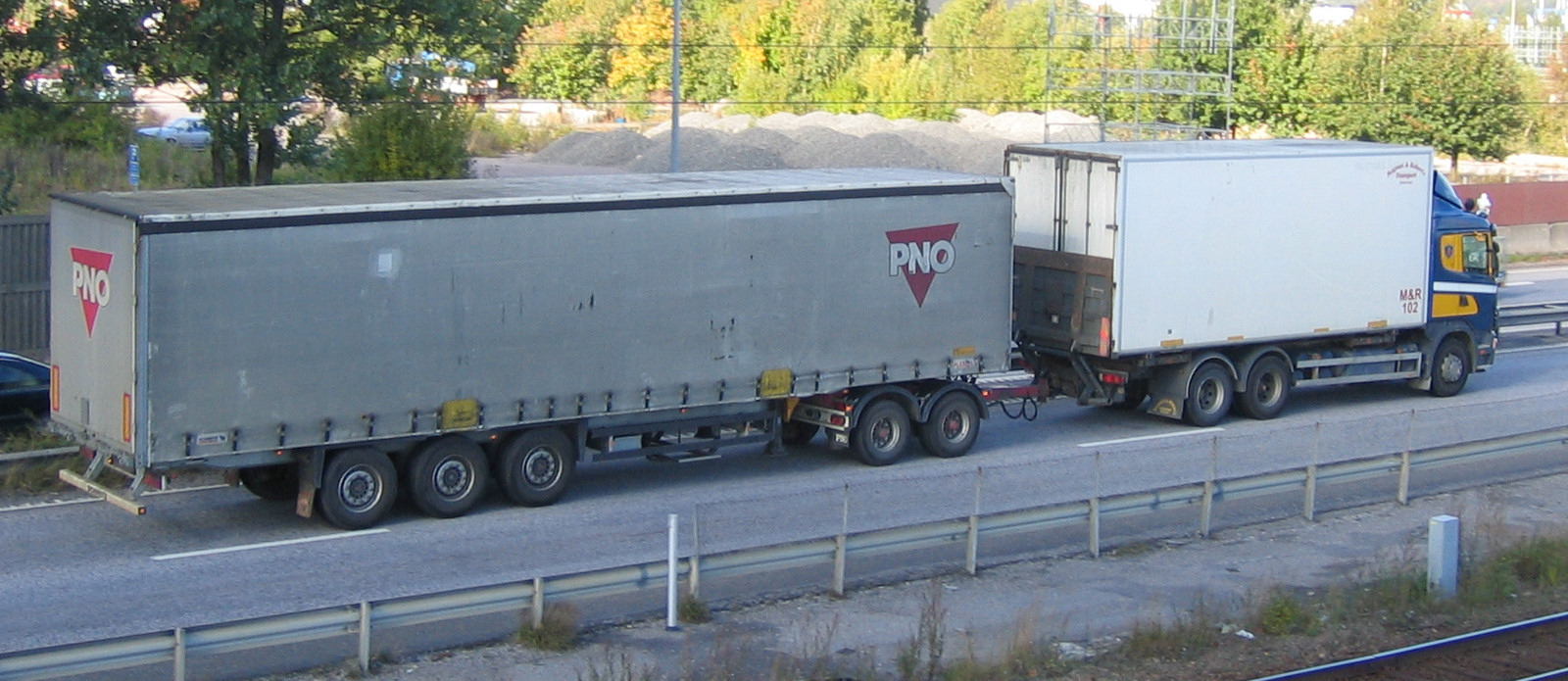
돌리 트레일러를 이용해 세미트레일러를 끄는 트럭
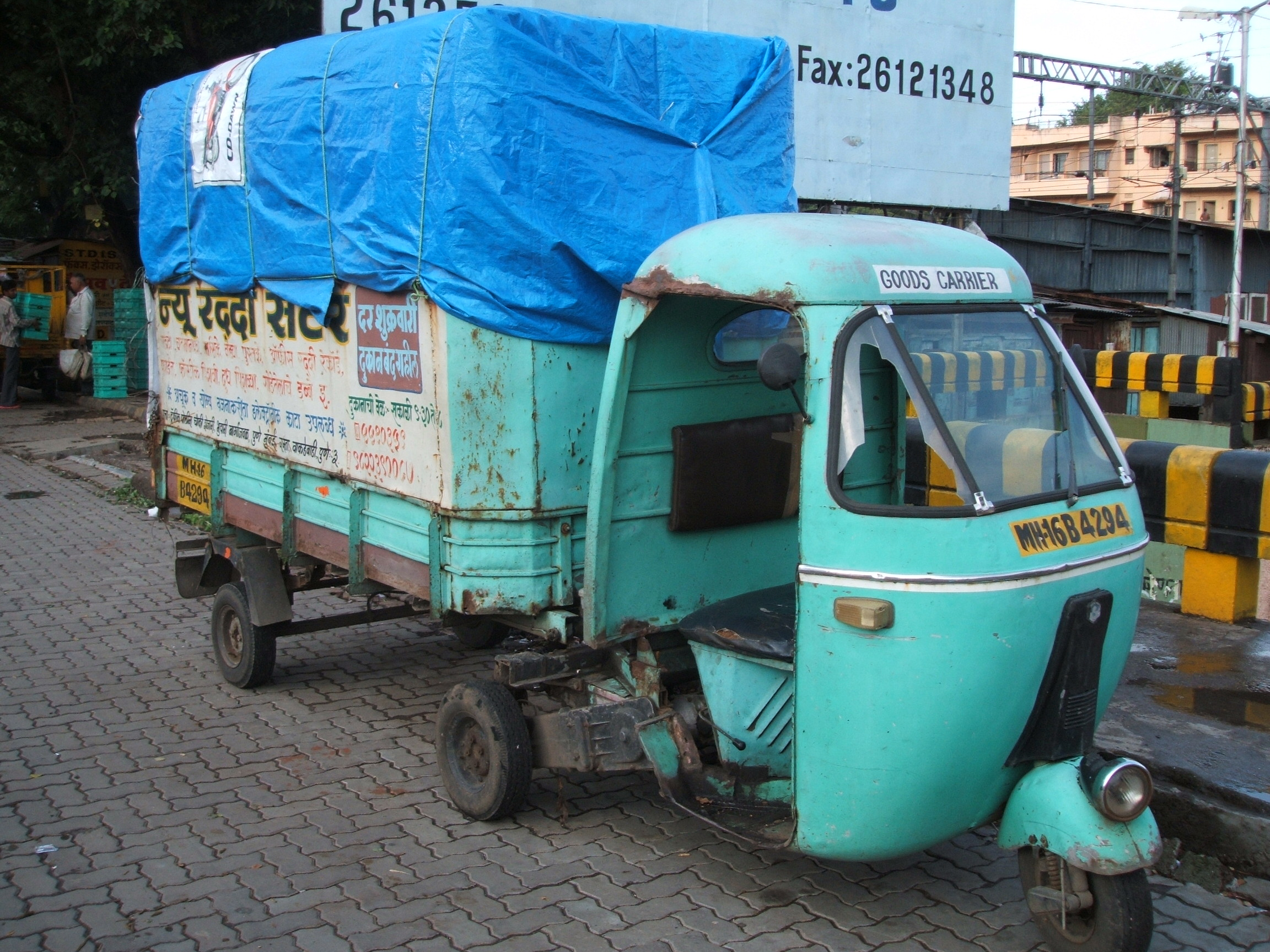
트레일러로 개조된 인도 오토릭샤

### 풀

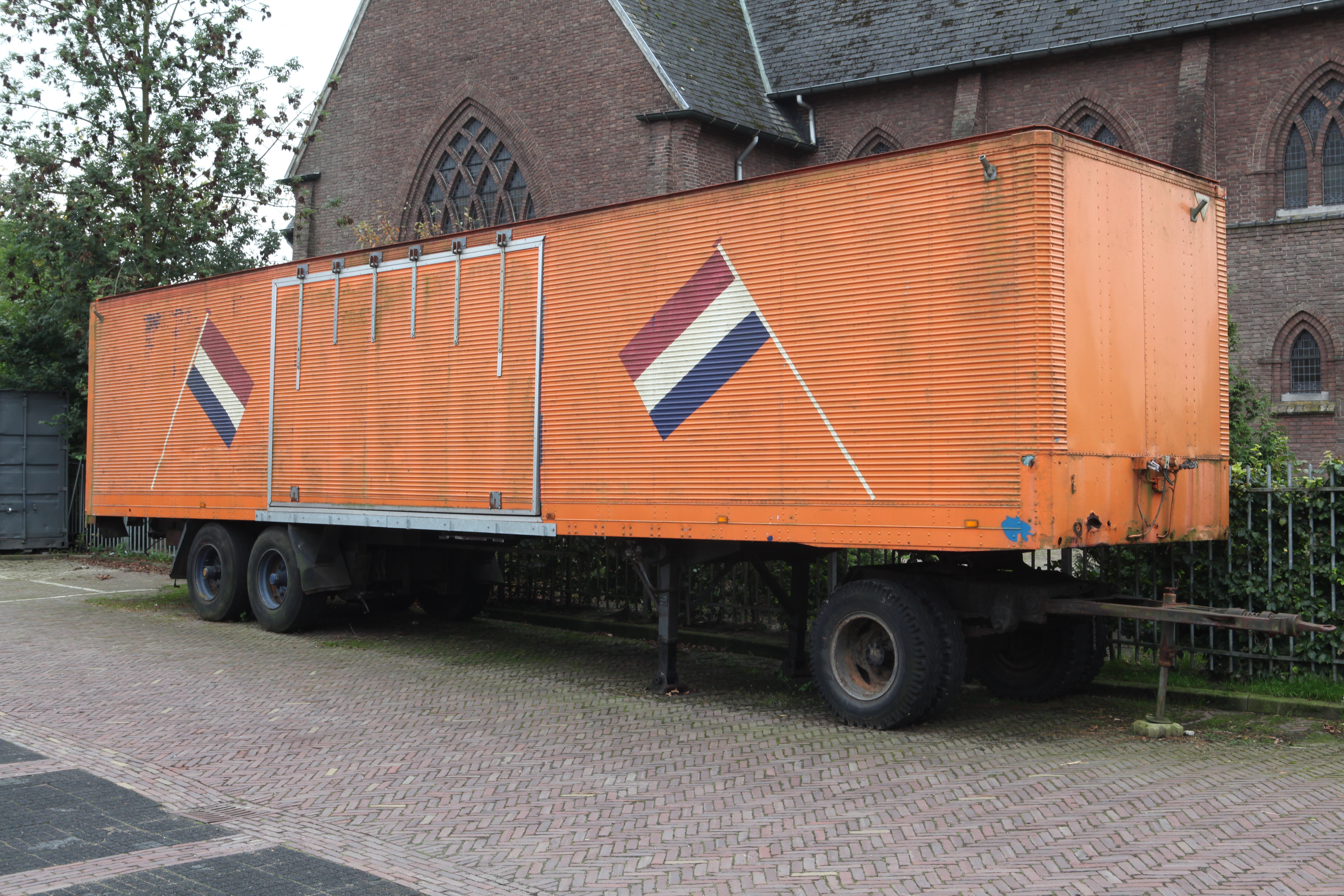
조향 축이 있는 풀 트레일러

풀 트레일러는 미국과 뉴질랜드에서 앞뒤 축으로 지지되고 드로바로 견인되는 화물 트레일러를 지칭하는 용어이다. 유럽에서는 이를 A-프레임 드로바 트레일러라고 부르며, 호주에서는 독 트레일러라고 부른다. 상업용 화물 트레일러는 운영 국가에서 정의한 길이 및 폭 사양에 따라 생산된다. 미국에서는 폭 96 or 102 in (2.4 or 2.6 m), 길이 35 or 40 ft (11 or 12 m)이다. 뉴질랜드에서는 최대 폭이 2.55 m (100 in), 최대 길이가 11.5 m (38 ft)으로, 22개 팔레트를 적재할 수 있다.
AIS 053에 따르면, 풀 트레일러는 최소 두 개의 축을 가지며, 트레일러와 관련하여 수직으로 움직일 수 있고 전방 축의 방향을 제어하지만 견인 차량에 상당한 정적 하중을 전달하지 않는 견인 장치를 갖춘 견인 차량이다. 일반적인 풀 트레일러 유형으로는 평판형, 하드 사이드/박스형, 커튼 사이드 또는 욕조 덤프형이 있으며, 축 배열은 드로바 끝에 최대 2개, 트레일러 뒤쪽에 최대 3개까지 가능하다.
이러한 스타일의 트레일러는 농업용 트랙터와 함께 사용하는 데도 인기가 있다.

### 밀착형

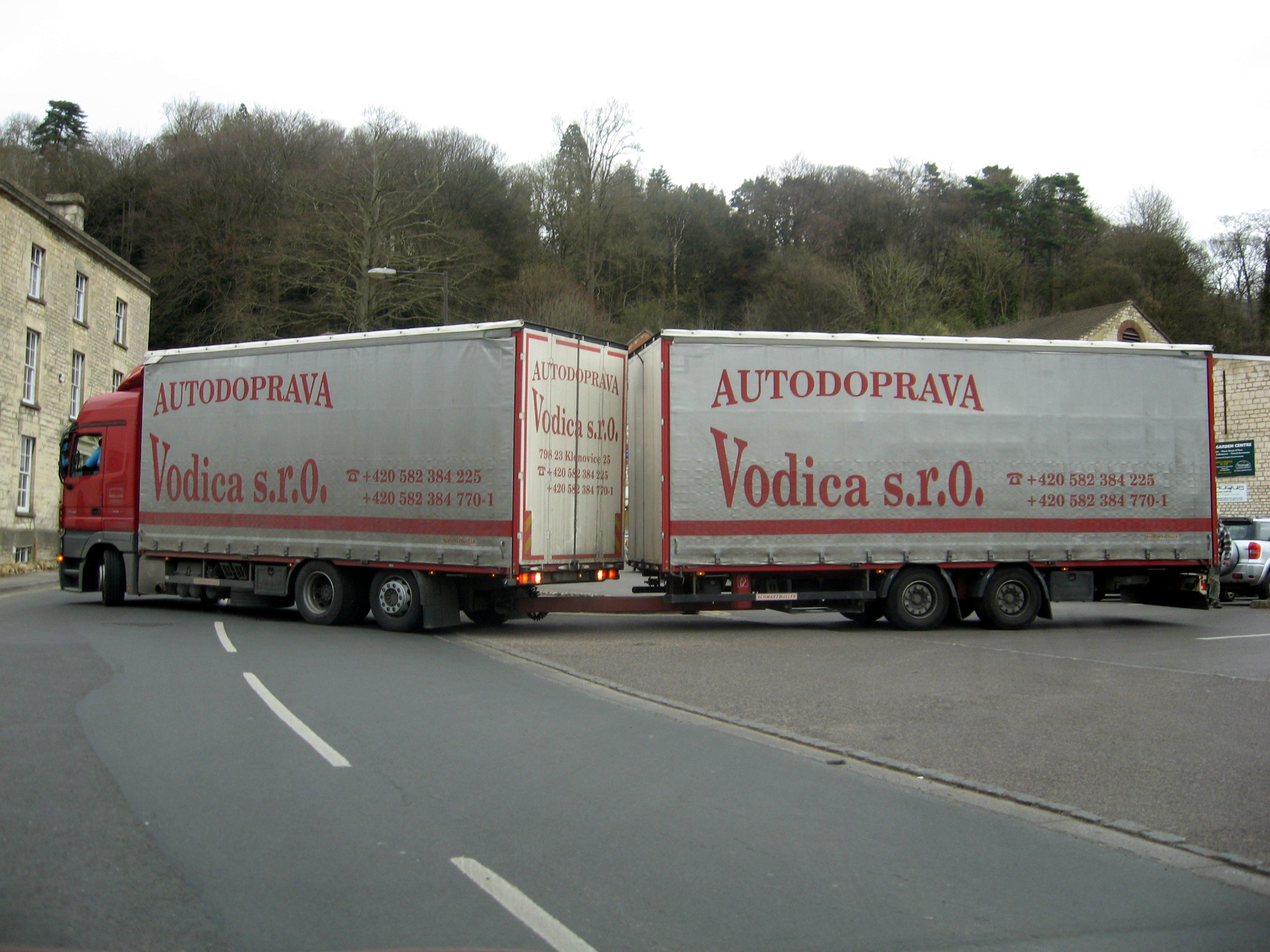
밀착형 트레일러

밀착형 트레일러는 전면에 돌출된 고정 견인봉이 장착되어 트랙터의 후크에 걸리게 되어 있다. 이는 드로바처럼 회전하지 않는다.

### 모터사이클

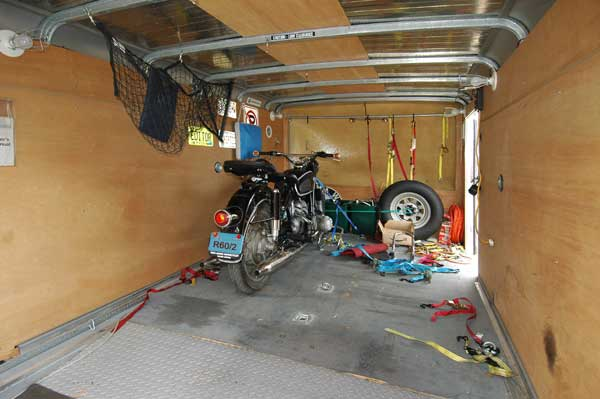
밀폐형 모터사이클 트레일러 내부

모터사이클 트레일러는 자동차나 트럭 뒤에 모터사이클을 싣기 위해 설계된 트레일러일 수 있다. 이러한 트레일러는 개방형 또는 밀폐형일 수 있으며, 여러 대의 모터사이클을 운반할 수 있는 크기부터 한 대만 운반할 수 있는 크기까지 다양하다. 경사로와 고정 장치를 갖추어 모터사이클 운반 전용으로 설계되거나, 하나 이상의 모터사이클을 영구적 또는 일시적으로 운반하도록 개조된 유틸리티 트레일러일 수도 있다.
다른 유형의 모터사이클 트레일러는 모터사이클로 화물을 운반하기 위해 설계된 히치 시스템을 갖춘 바퀴 달린 프레임이다. 모터사이클 트레일러는 종종 폭이 좁고 견인될 모터사이클의 외관과 어울리도록 디자인된다. 두 바퀴 버전과 한 바퀴 버전이 있다. 유니고(Unigo) 또는 파브 40/41(Pav 40/41)과 같은 한 바퀴 트레일러는 모터사이클이 모든 일반적인 유연성을 가질 수 있도록 설계되었으며, 일반적으로 유니버설 조인트를 사용하여 트레일러가 모터사이클과 함께 기울고 회전할 수 있도록 한다. 어떤 모터사이클 제조업체도 모터사이클을 트레일러 견인에 사용하는 것을 권장하지 않는데, 이는 모터사이클 운전자에게 추가적인 안전 위험을 초래하기 때문이다.

### 가축

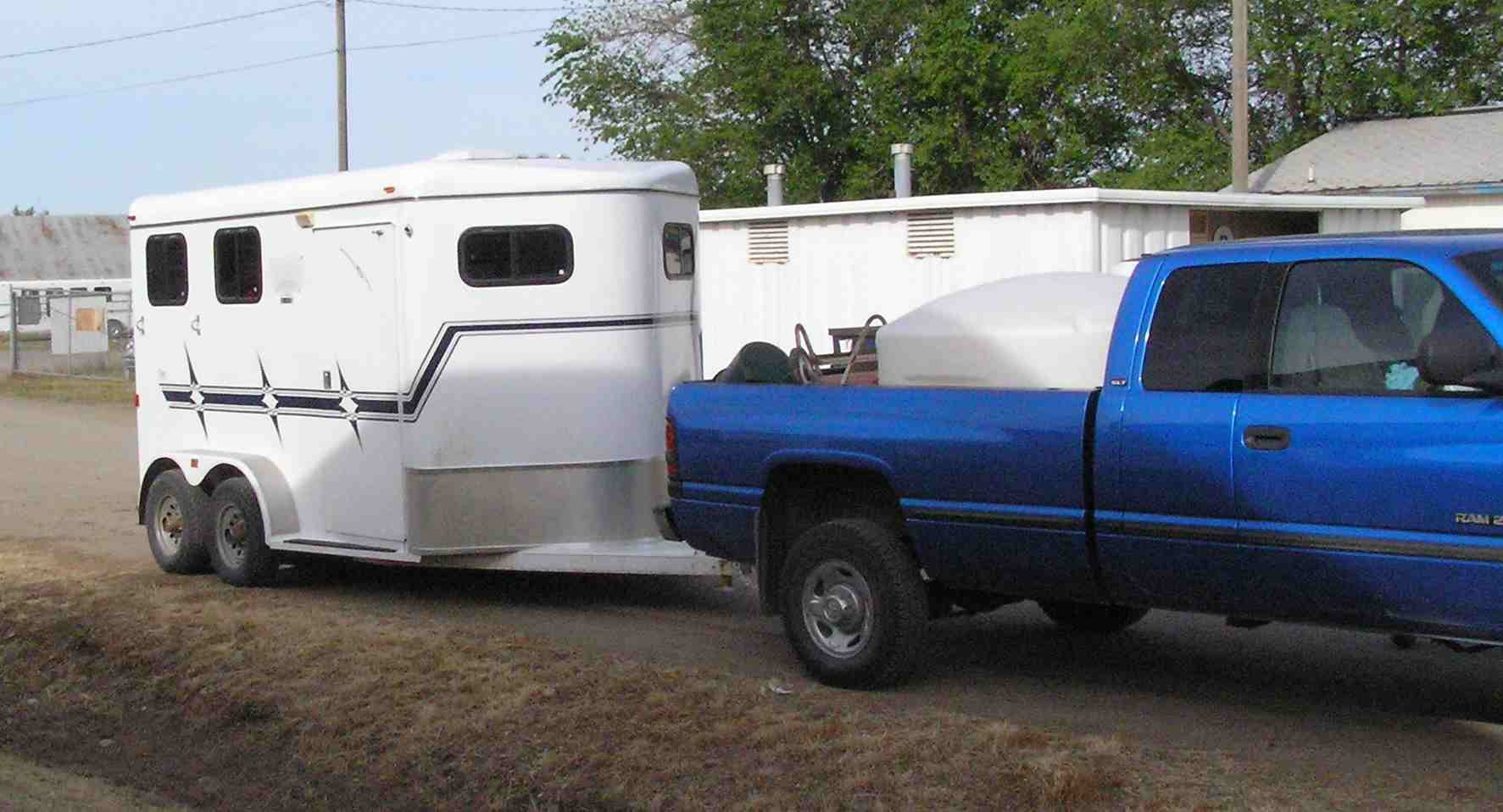
마필운송차

소, 말 (동물), 양, 돼지와 같은 가축을 운반하는 데 사용되는 여러 가지 스타일의 트레일러가 있다. 가장 일반적인 것은 스톡 트레일러인데, 바닥은 막혀 있지만 동물의 눈높이쯤에 통풍을 위한 구멍이 있는 트레일러이다. 마필운송차는 스톡 트레일러의 더 정교한 형태이다. 말은 일반적으로 최고조의 신체 상태를 유지해야 하는 경쟁이나 작업을 위해 운반되기 때문에, 마필운송차는 동물의 편안함과 안전을 위해 설계된다. 이들은 일반적으로 조절 가능한 통풍구와 창문뿐만 아니라 부드러운 승차감과 동물에 대한 스트레스를 줄이도록 설계된 서스펜션을 가지고 있다. 또한 마필운송차에는 이동 중 동물이 똑바로 서 있을 수 있도록 돕고 운송 중 말이 서로 다치는 것을 방지하는 내부 칸막이가 있다. 더 큰 마필운송차에는 마구를 위한 추가 보관 공간이 포함될 수 있으며, 심지어 침대, 욕실, 조리 시설 및 기타 편의 시설을 갖춘 정교한 생활 공간을 포함할 수도 있다.

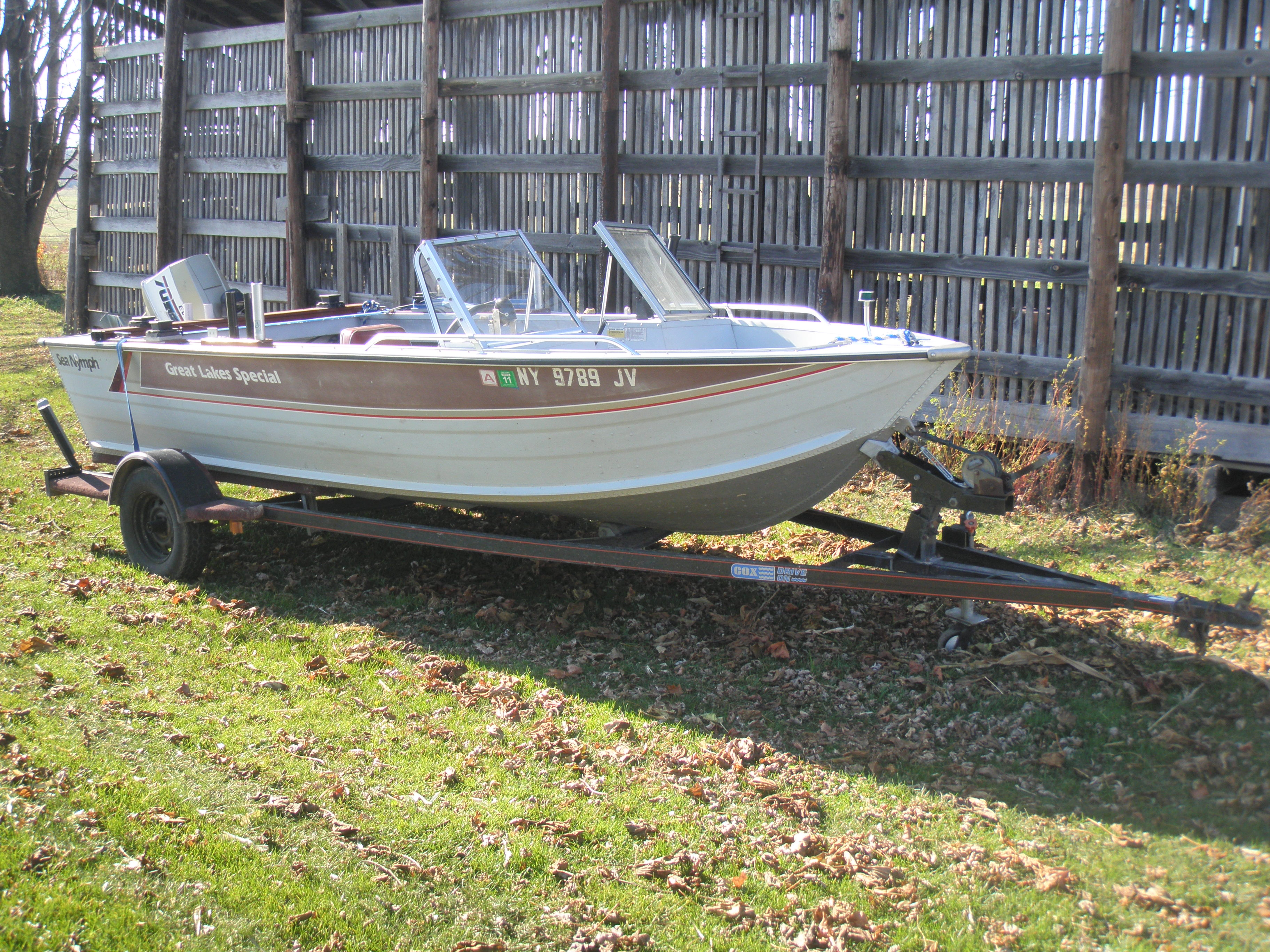
보트 트레일러에 실린 로위 보트 시 님프 레크리에이션 낚시 보트

스톡 트레일러와 마필운송차 모두 픽업 트럭, SUV 또는 심지어 사륜 오토바이로도 견인할 수 있는 1~3마리 동물을 수용할 수 있는 소형 장치부터 상당수의 동물을 운반할 수 있는 대형 세미트레일러까지 크기가 다양하다.

### 롤 트레일러

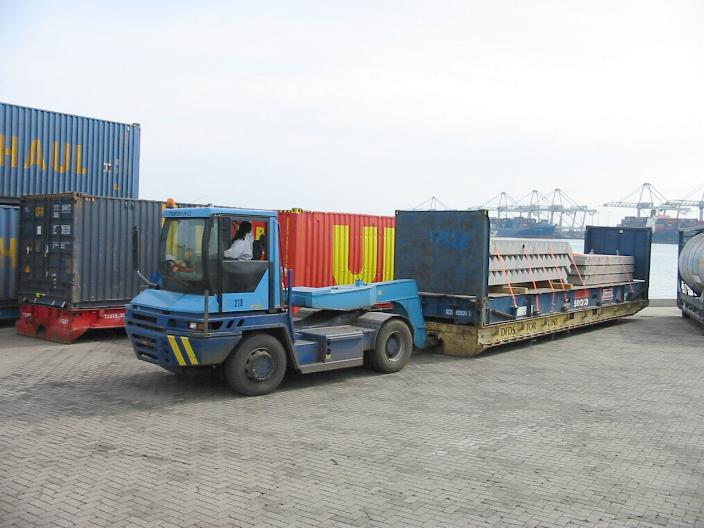
해상 운송 마피 롤 트레일러

### 수하물 트레일러

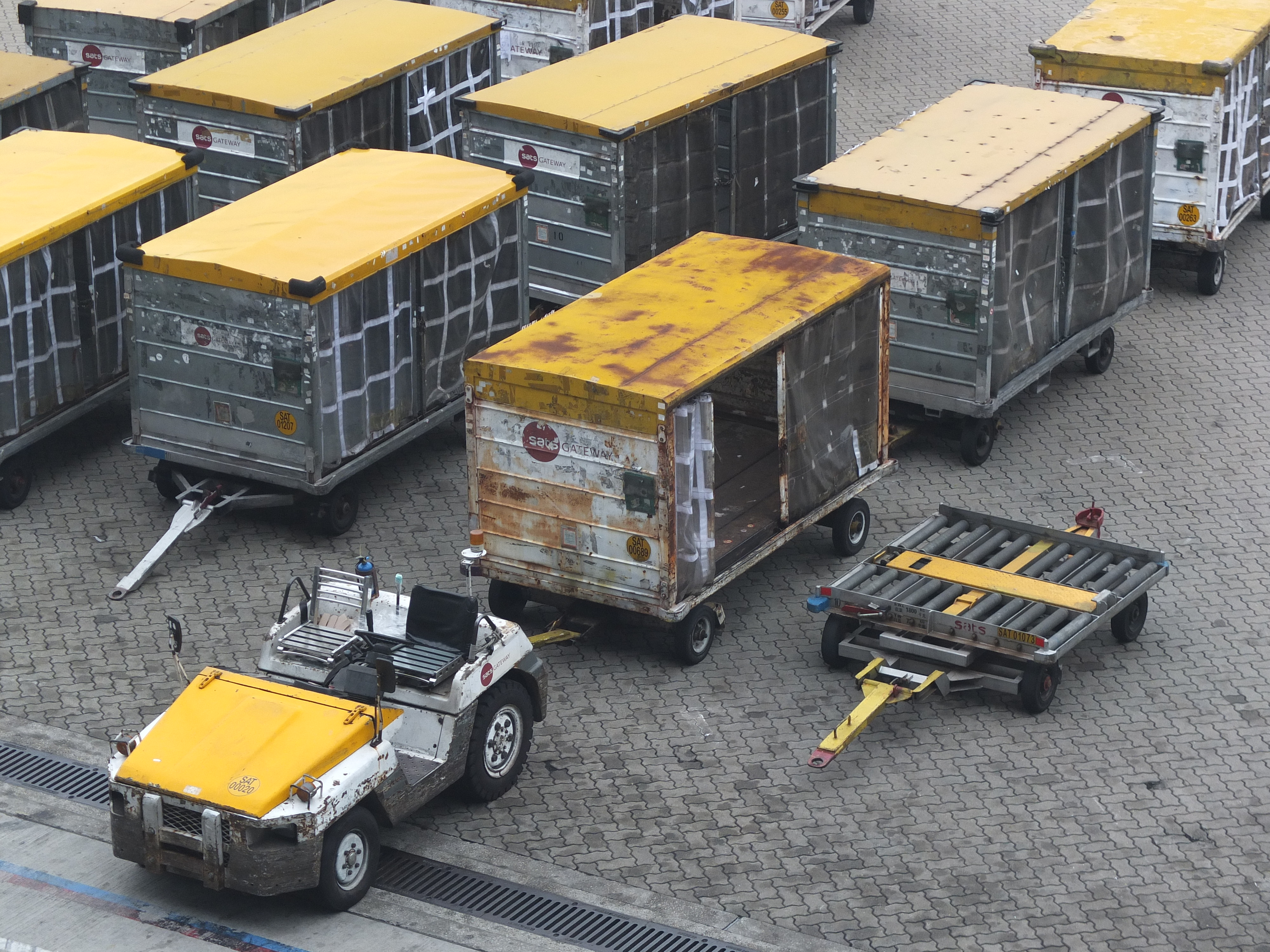
항공기 화물 단위 적재 장치용 단일 트레일러와 느슨한 수하물용 트레일러 그룹

수하물 트레일러는 항공기와 터미널 또는 분류 시설 사이에서 느슨한 수하물, 대형 가방, 우편 가방, 느슨한 화물 상자 등을 운반하는 데 사용된다. 느슨한 수하물용 돌리는 연결봉이 견인차에 부착되지 않으면 바퀴가 움직이지 않도록 하는 제동 시스템이 장착되어 있다. 대부분의 느슨한 수하물용 돌리는 측면을 제외하고는 완전히 밀폐되어 있으며, 측면은 날씨로부터 물품을 보호하기 위해 플라스틱 커튼을 사용한다. 미국에서는 이 돌리를 수하물 카트라고 부르지만, 유럽에서는 수하물 카트가 승객 수하물 트롤리를 의미한다.

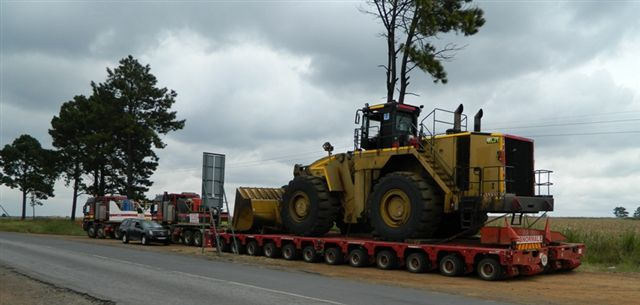
맘모스 Tii 유압 모듈러 트레일러가 메르세데스 발라스트 트랙터에 연결되어 프런트 엔드 로더를 운반 중이다.

### 유압 모듈러 트레일러
유압 모듈러 트레일러(HMT)는 스윙 축, 유압 서스펜션, 독립적으로 조향 가능한 축, 2개 이상의 축 열을 특징으로 하는 특수 플랫폼 트레일러 유닛으로, 종방향 및 횡방향으로 2개 이상의 유닛을 연결할 수 있으며 파워 팩 유닛(PPU)을 사용하여 높이를 조향하고 조절한다. 이 트레일러 유닛은 해체하기 어렵고 중량이 초과되는 초과 중량 화물을 운반하는 데 사용된다. 이 트레일러는 고장력강으로 제작되어 하나 이상의 발라스트 트랙터가 드로바 또는 구즈넥을 통해 이 유닛을 밀고 당겨서 헤비 하울러 유닛을 형성하는 데 도움을 주어 하중의 무게를 견딜 수 있게 한다.
일반적인 하중으로는 유정 모듈, 교량 섹션, 건축물, 선박 섹션, 발전 (전기)기 및 터빈과 같은 산업 기계가 포함된다. 운송 산업에서 초과 중량 화물의 시장 점유율이 매우 낮기 때문에 이러한 중장비 트레일러를 생산하는 제조업체는 제한적이다. 발라스트 트랙터를 적용할 수 없을 때 사용되는 SPMT라는 자체 동력 유닛의 유압 모듈러 트레일러도 있다.

### 버스 트레일러
버스 트레일러는 트럭과 유사한 트랙터 유닛에 의해 견인되는 승객 운송용이다. 이 트레일러는 운전사와 차장 간의 의사소통 문제 및 교통 체증으로 인해 더 이상 사용되지 않게 되었다.

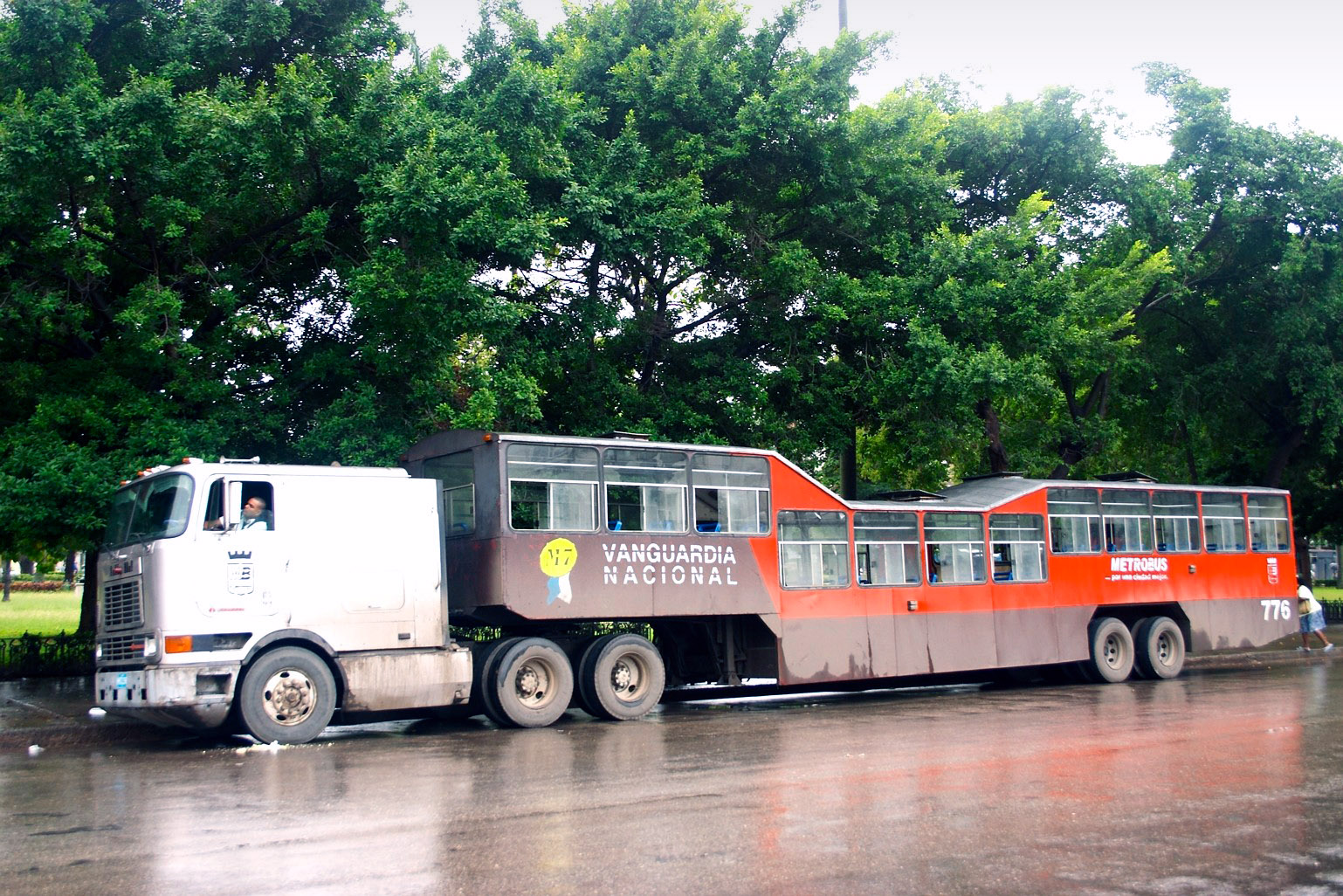
아바나의 카멜 버스
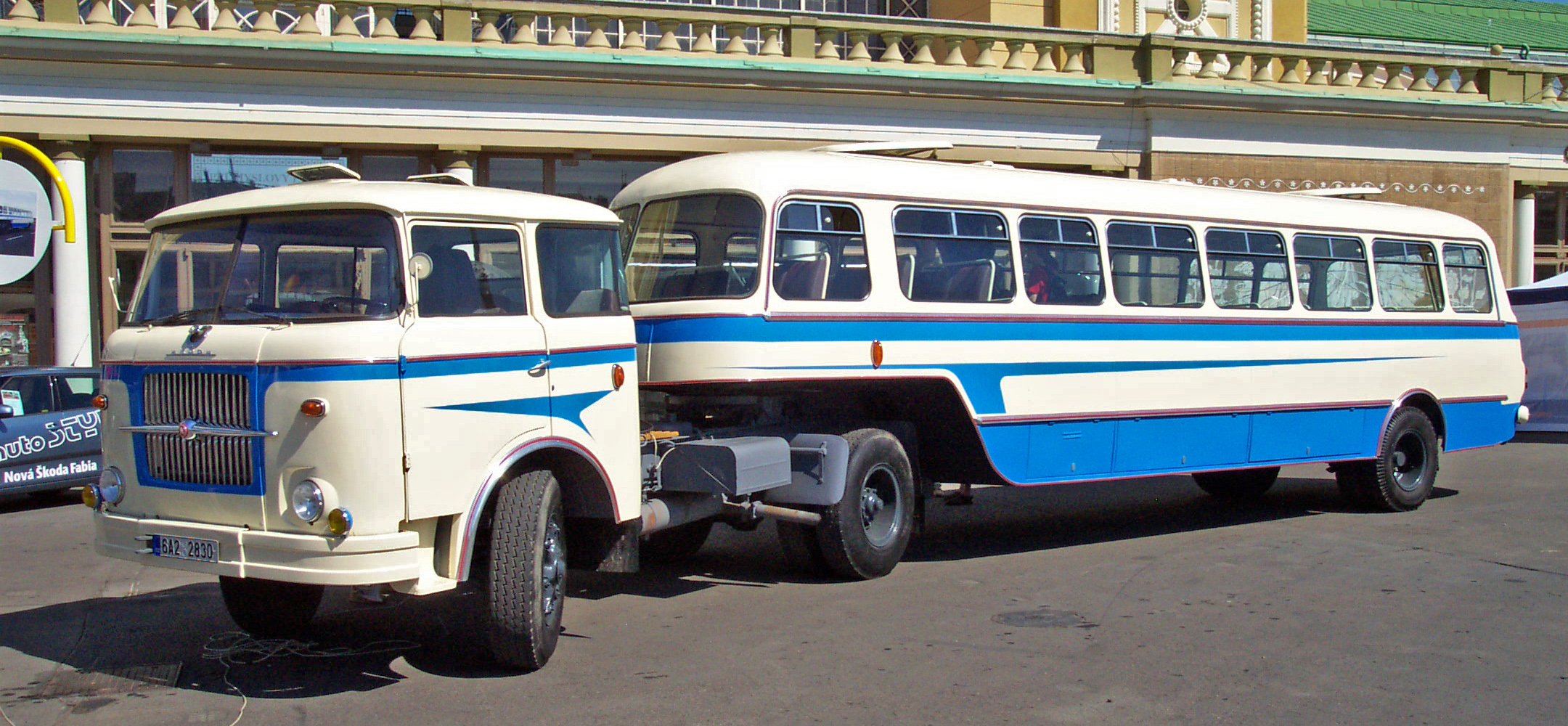
카로사 NO 80 트레일러 버스
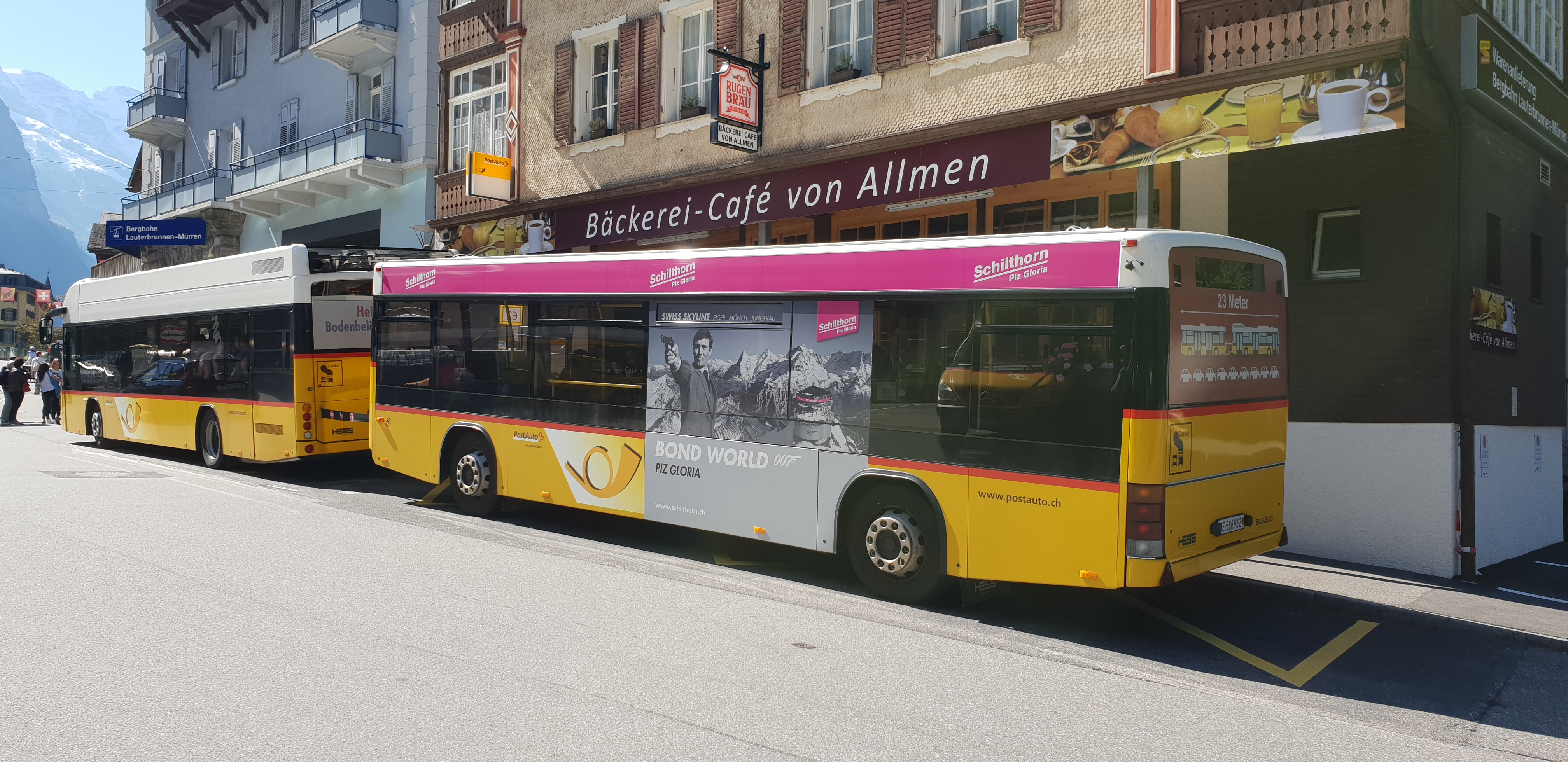
라우터브루넨의 버스 트레일러

## 히칭

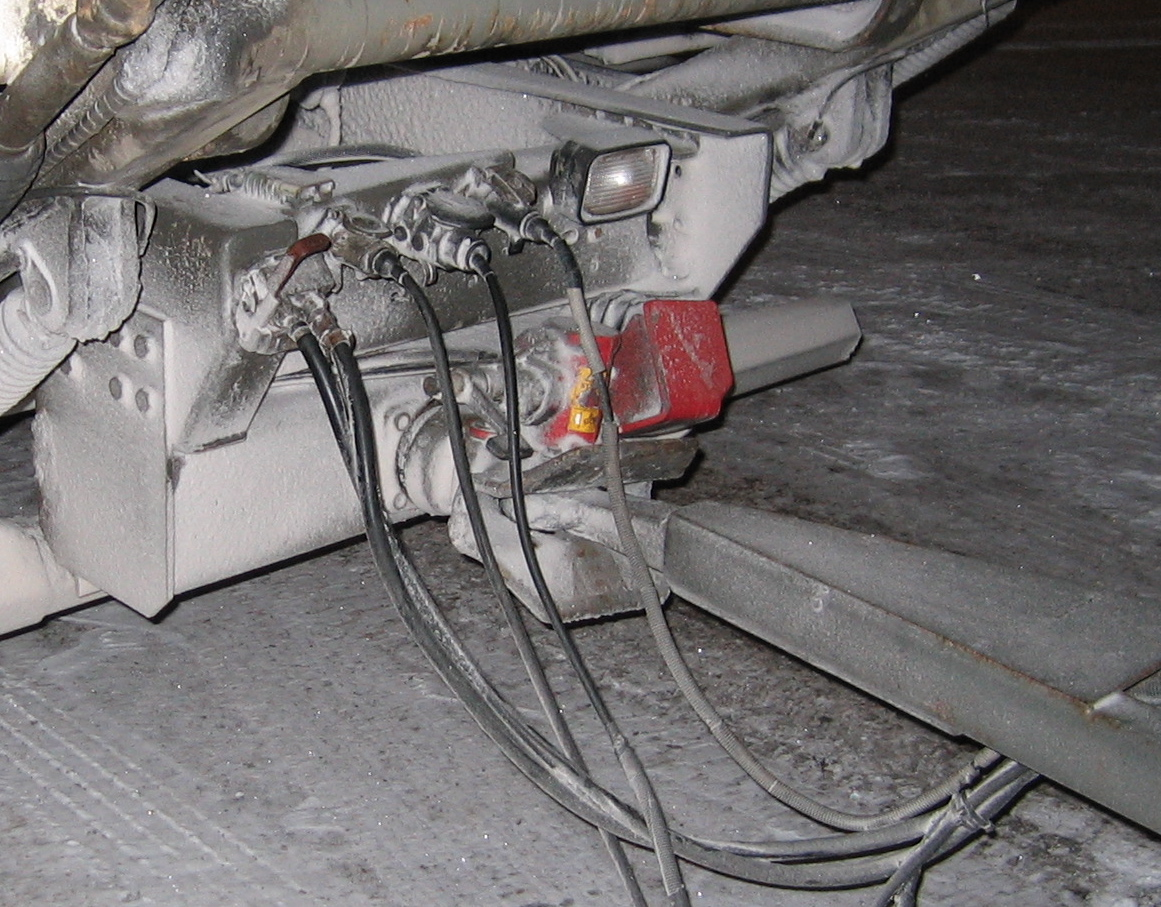
대형 차량의 트레일러 히치

트레일러를 자동차, 트럭 또는 기타 견인 기관으로 끌려면 트레일러 히치, 피프스 휠 커플링 또는 다른 유형의 견인 히치가 필요하다.

### 볼 앤 소켓
트레일러 커플러는 트레일러를 견인 차량에 고정하는 데 사용된다. 트레일러 커플러는 트레일러 볼에 부착된다. 이는 볼 앤 소켓 연결을 형성하여 고르지 않은 노면에서 견인하는 동안 견인 차량과 트레일러 사이의 상대적인 움직임을 허용한다. 트레일러 볼은 후방 범퍼 또는 탈착식일 수 있는 드로바에 장착된다. 드로바는 히치 리시버에 삽입하고 핀으로 고정하여 트레일러 히치에 고정된다. 가장 일반적인 세 가지 유형의 커플러는 직선형 커플러, A-프레임 커플러 및 조절식 커플러이다. 범퍼 풀 히치와 드로바는 견인 차량에 엄청난 지렛대 효과를 가하여 방향 전환 상황에서 회복하기 어렵게 만들 수 있다.

### 피프스 휠 및 구즈넥

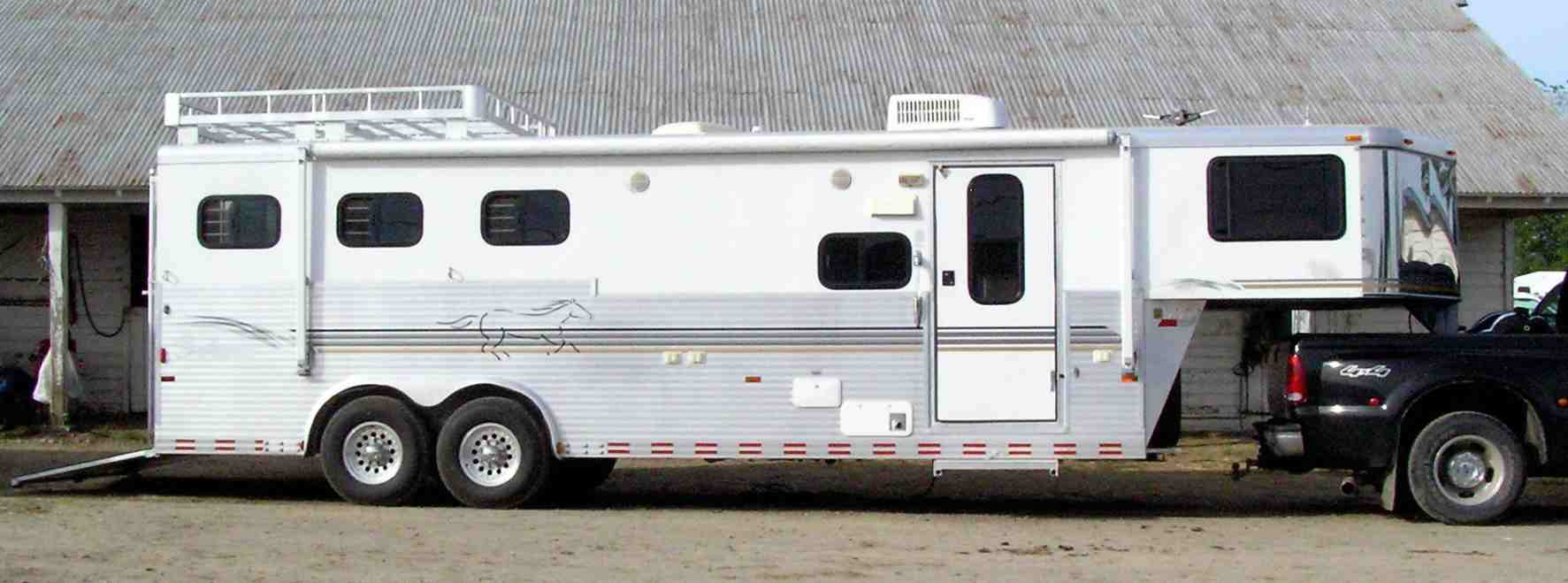
픽업 트럭에 연결된 구즈넥 트레일러

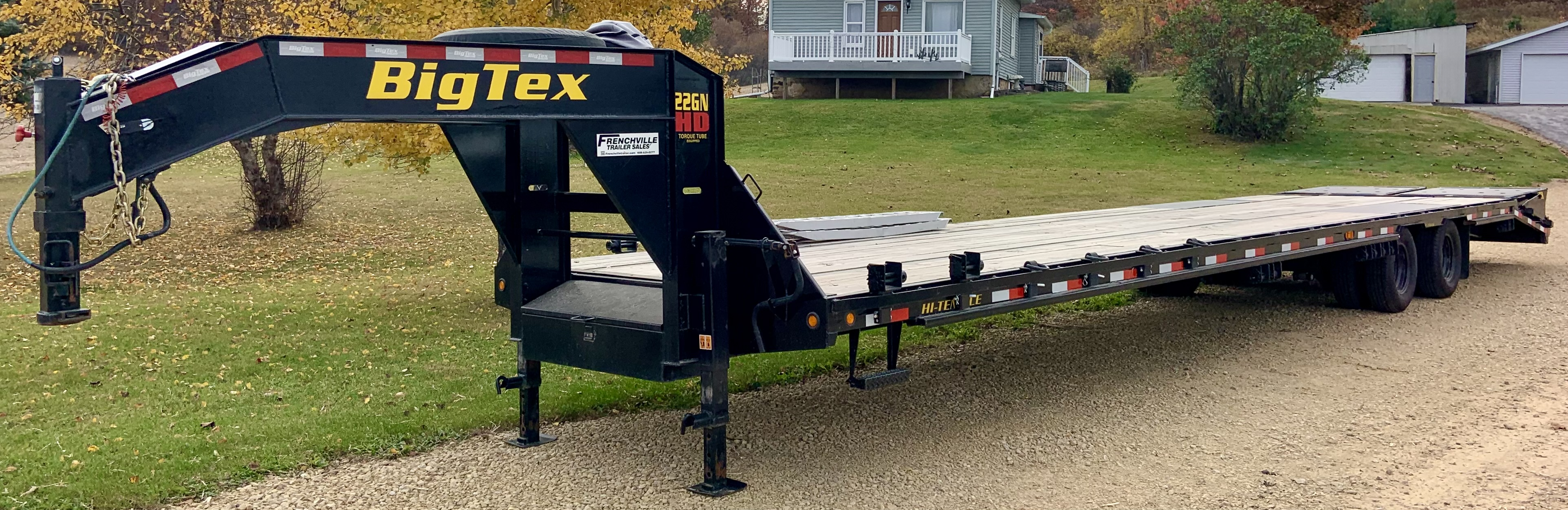
구즈넥 트레일러

이들은 10,000 and 30,000 파운드 (4.5–13.6 t; 5.0–15.0 쇼트톤; 4.5–13.4 롱톤) 사이의 하중에 사용할 수 있다. 두 히치 모두 리시버 히치보다 우수하며 대형 트레일러를 견인 차량에 더 효율적이고 중앙적으로 연결할 수 있다. 이들은 차량의 안정성을 방해하지 않고 대형 화물을 운반할 수 있다. 전통적인 히치는 차량 후방의 프레임 또는 범퍼에 연결되는 반면, 피프스 휠 및 구즈넥 트레일러는 후방 축 위의 트럭 침대에 부착된다. 이 연결 위치는 트럭이 더 날카로운 회전을 할 수 있게 하고 더 무거운 트레일러를 견인할 수 있게 한다. 이들은 픽업 트럭 또는 모든 유형의 평상형 트럭의 침대에 장착될 수 있다. 피프스 휠 커플링은 킹핀 히치라고도 불리며, 세미트레일러 "피프스 휠"의 더 작은 버전이다. 피프스 휠과 구즈넥 트레일러는 비슷하게 생겼지만, 연결 방식이 다르다. 피프스 휠은 견인 차량의 침대 위 1 피트 (0.30 m) 이상에 장착된 큰 말굽 모양의 연결 장치를 사용한다. 구즈넥은 견인 차량의 침대에 장착된 표준 2 5⁄16-인치 (59 mm) 볼에 연결된다. 둘의 작동상의 차이는 히치의 움직임 범위에 있다. 구즈넥은 매우 기동성이 좋고 모든 방향으로 기울어질 수 있는 반면, 피프스 휠은 평평한 도로와 제한된 좌우 기울기에 적합하다. 구즈넥 마운트는 종종 농업 및 산업용 트레일러에 사용된다. 피프스 휠 마운트는 종종 레크리에이션 트레일러에 사용된다. 표준 범퍼 히치 트레일러는 일반적으로 10% 또는 15%의 히치 하중을 허용하는 반면, 피프스 휠 및 구즈넥은 20% 또는 25%의 무게 이동을 처리할 수 있다.

## 잭
트레일러 잭의 기본 기능은 트레일러를 견인 차량에 연결하거나 분리할 수 있는 높이까지 들어 올리는 것이다. 트레일러 잭은 보관 중 트레일러를 수평으로 맞추는 데도 사용된다. 가장 일반적인 유형의 트레일러 잭은 A-프레임 잭, 스위블 잭 및 드롭-레그 잭이다. 마필운송차와 같은 일부 트레일러는 이 목적으로 혀 부분에 내장된 잭을 가지고 있다.

## 전기 부품
많은 구형 자동차는 트레일러 조명용 전원을 견인 차량의 후미등 회로에서 직접 가져왔다. 1990년대에 전구 점검 시스템이 도입되면서 "바이패스 릴레이"가 도입되었다. 이들은 후미등에서 작은 신호를 받아 릴레이를 전환하고, 이는 자체 전원 공급 장치로 트레일러 조명에 전력을 공급했다. 차량별 키트를 포함한 많은 견인 전기 설비에는 어떤 형태의 바이패스 릴레이가 포함되어 있다.
미국에서는 트레일러 조명이 보통 브레이크 및 방향 지시등에 공통 조명을 사용한다. 이러한 트레일러를 방향 지시등과 브레이크용으로 별도의 램프를 가진 차량에 연결하려면 트레일러 조명 변환기가 필요하며, 이를 통해 트레일러 조명을 차량의 배선에 연결할 수 있다.
요즘 일부 차량에는 CANbus 네트워크가 장착되어 있으며, 이 중 일부는 CANbus를 사용하여 견인 바 전기 장치를 다양한 안전 시스템 및 제어 장치에 연결한다. 견인 관련 안전 시스템을 활성화하기 위해 CANbus를 사용하는 차량의 경우, 적절하게 상호 작용할 수 있는 배선 키트가 사용되어야 한다. 이러한 견인 바 배선 키트가 없으면 차량은 트레일러의 존재를 감지할 수 없으므로 전자적으로 흔들리는 트레일러 또는 캐러밴을 제어할 수 있는 트레일러 안정화 프로그램과 같은 안전 기능을 활성화할 수 없다.
바이패스 시스템은 저렴하지만, 대화형 안전 기능이 있는 자동차에는 적합하지 않을 수 있다.

### 브레이크

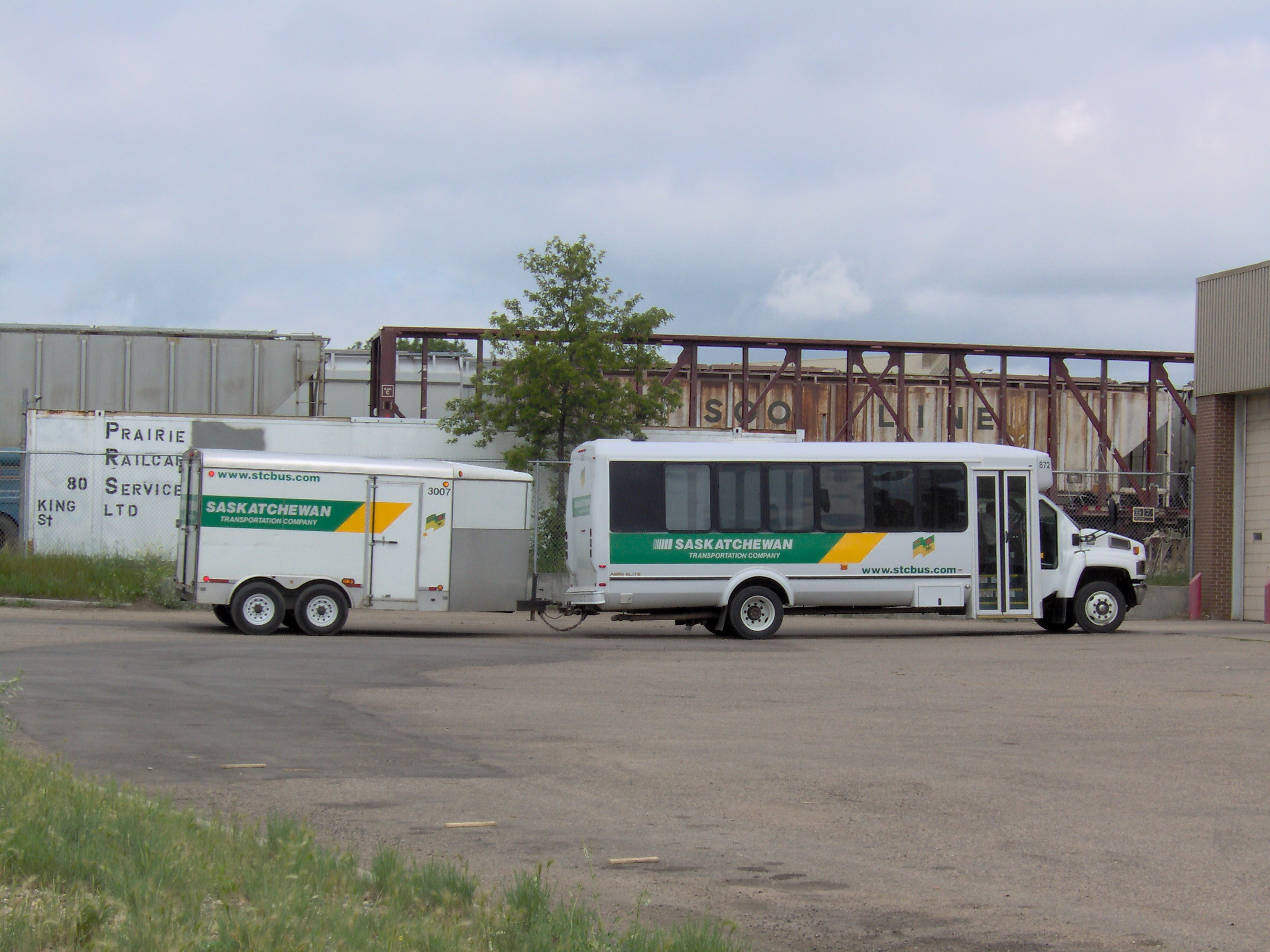
캐나다 서스캐처원에서 버스와 트레일러

대형 트레일러는 일반적으로 브레이크가 장착되어 있다. 이들은 전기 작동식, 공기 작동식 또는 오버런 브레이크일 수 있다.

## 안정성
트레일러 안정성은 트레일러가 좌우 흔들림을 흡수하는 경향으로 정의할 수 있다. 초기 움직임은 측풍이나 지나가는 차량과 같은 공기역학적 힘에 의해 발생할 수 있다. 안정성에 대한 일반적인 기준 중 하나는 바퀴에 대한 질량 중심 위치이며, 이는 일반적으로 텅 중량으로 감지할 수 있다. 트레일러의 질량 중심이 바퀴 뒤에 있어 텅 중량이 음수이면 트레일러는 불안정할 가능성이 높다. 덜 흔히 고려되는 다른 매개변수는 트레일러의 관성 모멘트이다. 질량 중심이 바퀴 앞에 있더라도 긴 하중을 지닌 트레일러, 즉 큰 관성 모멘트를 가진 트레일러는 불안정할 수 있다.
일부 차량에는 잘못된 적재를 보정할 수 있는 트레일러 안정화 프로그램(Trailer Stability Program)이 장착되어 있다.

## 같이 보기
- 트랙터
- 트럭
- 풀카고